# 人名
人名（）は、特定の人間社会において特定の個人を弁別するために使用される言語的表現又は記号の一つ。姓と名を合わせて姓名（せいめい）とも呼ばれることがある。

山田太郎。典型的な形式の日本人の名前として、書類の記入例などに良く用いられる、または、本名が不明な男性個人を指すこと。なお「太郎」とは江戸期以前の、仮名（けみょう）の内の輩行名（はいこうめい）に由来する。

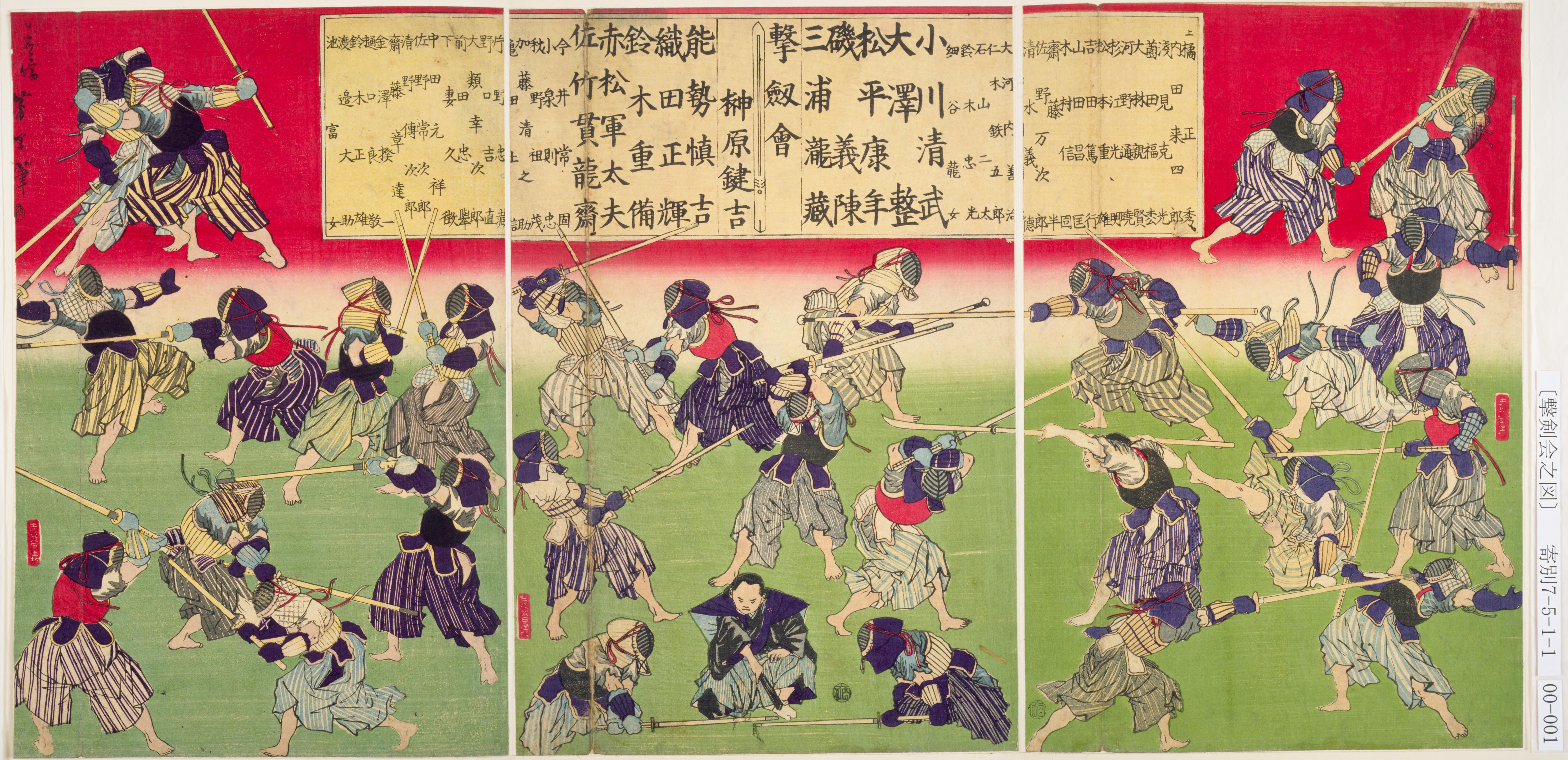
榊原撃剣会絵図。魁斎芳年筆。榊原鍵吉や、その弟子の松平康年などの名が見える。

その人物の家族や家系、地域など共同体への帰属、信仰や願い、職掌、あるいは一連の音の繋がりなどをもって、人（ひと）の個人としての独立性を識別し呼称する為に付けられる語。「人名」事典は便宜上、戸籍名や通称などを使用する場合が多い。本項で扱う「人名」とは一般に「正式な名」「本当の名前」といった意を含む。
ある社会においては様々な理由で幼児に名前を付けない慣習が見られる地域もあるが、1989年に国連総会で採択された児童の権利に関する条約7条1項は、「児童は、出生の後直ちに登録される」「ただの出生児から1つの名となる権利を有すべきである（shall have the right from birth to a name）」と定めている。
諸外国のファミリーネーム（family name）とは、正確には家系名（lineage name）を指す。ただし結婚証明書・養子縁組・法的手続きなどにより個人はそれを破棄し家庭で同一となる新たな名へ変えられる国も多い。全く変更しない民族も見られ、「家・家族・家系」を直系子孫全てとみなす民族も見られる（結果として属する全員が同一の姓を持つ）。

## 人名の構造
姓名は家名と個人名（ファーストネーム）で構成されることが多い。英語圏では名のほうが前に来ることから、個人名はフォーネーム（forename）と呼ばれることがある。
姓にあたる部分はサーネーム（Surname）あるいは家名（family name）とも呼ばれる。米国では最後に置かれる名であることからラスト・ネーム（last name）ともいう。日本や中国、ハンガリーなどでは姓から名の順で表記することが一般的である。
現代の日本では一般的に一つの姓と一つの名から構成される単姓単名制である。これに対して欧米では個人名について出生による命名時から複数命名されている場合や、複数の姓を連結した複合姓である場合があり、複名複合姓がしばしばみられる。欧米ではこれらの名を略すことなく完全な名前で表示することを指してフル・ネーム（full name）という。ただし複名複合姓の欧米人名の場合、人名保持者の姓にあたる部分と名にあたる部分が容易には識別できない場合がある。

### 個人名
名は通常はその人の出生時に与えられる。英語圏では個人名（personal name）ともいう。キリスト教徒の場合、子が洗礼を受けるときに洗礼名（baptismal name）またはクリスチャン・ネーム（Christian name）を受けることがある。
先述のように英語圏では名のほうが前に来ることから、米国などでは一番先に置かれる名であることからファースト・ネーム（first name）あるいは本人に与えられた名であることからギブンネーム（given name）ともいう。
個人名については誕生の記念（生年月日や季節にちなむ、土地にちなむなど）、音声や文字の条件（響きの良さ、読み書きのし易さ、字形や字数・画数など）、意味（親の願い、故事成句、親の仕事、姓との調和など）、他の人名（尊敬する人や親族名から字をとるなど）、兄弟の順序などをもとに名付けが行われ、これらは世界のいずれかの地域で見つけられる性質のものとされる。
また、宗教的な名付けとして、英語圏ではキリスト教にちなむAndrew（スコットランドの守護聖人アンドリュー）やGeorge（イギリスの守護聖人ジョージ）などの聖人名、新約聖書に登場する使徒のMatthew（マタイ）、Mark（マルコ）、Peter（ペテロ）などがある。カトリックの多いスペインでも聖人の名をつける習慣があり、毎日いずれかの聖人の祝日になっていることが多く、その聖人名か誕生日が近い聖人名を付ける習慣がある（同名が多くなるため別の名を重ねたりすることもある）。イスラム世界でも男性では預言者ムハンマドの名やその後継者、女性では預言者ムハンマドの母や妻、娘たちにちなんだ名づけがみられる。

#### 地域性
名の形態や命名法は言語や文字の相違などにより地域性がある。
地域別では、日本語による命名法の特徴として文字が特に大切な役割を果たしている点が挙げられている。日本語の表記法は漢字、平仮名、片仮名など文字種が多い一方、母音と子音が少ない音韻構造であることから、文字による名前の差別化が特徴とされている。
英語圏の特徴として、多彩な愛称の存在が挙げられ、Elizabethの愛称としてLiz、Eliza、Elise、Bettyなど、Jamesの愛称としてJimmyやJimがある。また、英語圏では自分と同じ名を子に付けることがあり、米国では名の最後にjuniorやseniorを付けて親子を区別する。
アイヌでは魔物が人に災いを及ぼすときには名で識別すると信じられ、あまり良すぎる名や他人と似た名前は避けられる。
親族名から個人名をとる例も多くみられる。
- ナポリなど南部イタリアでは長男に祖父の名、長女に祖母の名を付ける風習がみられる[1]。
- ギリシャでは長男に父方の祖父の名、長女に父方の祖母の名を付ける風習がみられる[1]。
- バスク地方では、父母、祖父、おじ、おばから名付けられることも多く、家族内に同名の人物が複数いることも多い[1]。

#### ミドル・ネーム
ファースト・ネームとラスト・ネームの中間にあたるものとしてミドル・ネーム（middle name）を保持する人もいる。ファースト・ネームと並ぶ第二の名であるとしてセカンド・ネーム（second name）と称することもある。
ヨーロッパのミドル・ネームの命名や名乗りには二つの方式があるとされ、その第一はファースト・ネームに付け加えるもの、その第二はファースト・ネームに並べて父称（patronymics）を用いるものである。前者の第一のファースト・ネームに付け加えるものは、さらに母方の姓など元来は姓にあたるものを命名または名乗る場合と、洗礼名など元来は名にあたるものを重ねるものに分けられる。

### 姓氏等

#### 姓氏
中国の姓の歴史は長く、前漢末にはすべての中国人が姓を持つようになったともいわれる。姓が形成された過程から、始祖に由来する姓、国名に由来する姓、地方行政区に由来する姓、官職に由来する姓、職業に由来する姓、少数民族の漢民族化に伴って生じた姓に分けられる。
一方、日本人の苗字の種類は10万とも30万ともいわれ（推計値の為、様々な説がある。丹羽基二は30万姓としている）、世界でも特に苗字の種類が多い民族とされる。一方、中国人の姓は5000以下であるとされる。最近の中国科学院の調査では、李・王・張・劉・陳がトップ5とのことで、特に李（7.4%）・王（7.2%）・張（6.8%）の3つで20%強（約3億人）を占める。ベトナム人は、最も多い3つの姓で59%を占める（百家姓参照のこと）。韓国人の姓は、金（김）・李（이）・朴（박）・崔（최）・鄭（정）の5種類で55%にのぼり、「石を投げれば金さんに当たる」「ソウルで金さんを探す（無用な努力の喩え）」などという成句もある。

#### 父称
アイスランドのように姓を用いない地域もあり、洗礼名としての名の後に自分の父親の名を属格にして-son（息子の意）や-dottir（娘の意）の接尾辞を付加して姓の代わりとする父称（patronymics）を用いる。
アラビア語の人名にも姓がなく、個人名と男性の家系の名で構成される。
モンゴルの人名にも姓はなく、公式の文書には「父親の名『の』個人名」のように表記される。

#### 複合姓
欧米などでは複数の姓を結合した複合姓を保持する人もいる。具体的には、母方の姓、妻の姓、名付け親の姓などを父方の姓と並べて連結して用いる。
実詞（名前）の間はハイフンで連結される場合（フィリップ・ノエル=ベーカー（Philip John Noel-Baker）など）、接続詞で連結される場合（ホセ・オルテガ・イ・ガセット（José Ortega y Gasset）など）、前置詞または前置詞と冠詞もしくはその縮約形で連結される場合（ロジェ・マルタン・デュ・ガール（Roger Martin du Gard）など）、ハイフンや接続詞等を用いない場合（ベイジル・リデル=ハート（Basil Henry Liddell Hart）、デビッド・ロイド・ジョージ（David Lloyd George）など）がある。

#### 夫婦と氏
日本の民法では、夫婦は、婚姻の際に定めるところに従い、夫又は妻の氏を称する（民法750条）。夫婦の「氏」は夫婦が互いの氏から自由に選べる。しかし慣習的に多くの夫婦は、夫の氏を選択している（2005年度（平成17年度）の1年間に婚姻した夫婦を対象とする調査によれば、全体の96.3%の夫婦が夫の氏を選択した）。これは1948年（昭和23年）の改正前民法（家族法）に見られるように、婚姻を妻が夫の「家」に入ると考える（家制度）と、全ての「家」の構成員が、夫を筆頭とする「家の氏」にまとめられるという、男系家制度の慣習を反映している。婚姻又は養子縁組によって氏が変更があると、もとの氏を「旧姓」という。
なお、夫婦同氏制（夫婦同姓）については、1996年（平成8年）に法制審議会が出した「民法改正案要綱」で、選択的夫婦別氏制度（夫婦別姓）が定められたことをきっかけに、その賛否が論じられている。東アジアにおける中国、朝鮮半島、インドでは、伝統的に夫婦別姓であった。タイは名字を用い始めたのは20世紀以降であり、その際には妻は夫の姓を称することが義務付けられていた。ドイツやタイでは夫婦同氏を義務としていたが、憲法違反であるとして改正されている。現在では、日本以外の国家はすべて夫婦別姓を取ることが可能であり、夫婦同姓のみを義務とする国家は日本のみとなっている。日本では、職業やその他の理由によって、夫婦の片方が旧姓を通称として名乗り続けることがある。2011年に最高裁判所は夫婦同姓義務は憲法違反ではないという判決を下しているが、別の姓を称することをまったく認めないことに合理性はないという少数意見も出された。
ヨーロッパでは姓を夫婦で共通する義務規定はなかったもの、夫の姓にあわせることが多数派であった。1995年の調査では、ドイツ、イギリス、オーストリア、フランス、アイルランドでの9割の既婚女性は夫の姓を称していた。フランスは、1794年の婚姻法で生まれた時の姓を称するよう定めているが、実際には婚姻後の女性は夫の姓を名乗ることが多かった。これは通称の姓（仏: nom d'usage）として名乗ることが慣例であった。現代のフランスでも、配偶者の姓（あるいは自分の姓と相手の姓をハイフンで合わせた複合姓）をnom d'usageとして称することができる。イタリアやスペインでは夫の姓を名乗る割合が低いが、イギリスでは14世紀頃から妻が夫の姓を称することが始まり、2014年の調査でも50%の女性が夫の姓を称している。
アメリカでは夫婦同姓を強制する法律はなかったが、結婚改姓しない女性は社会的に非難されていた。女性運動家であるルーシー・ストーンは1855年に結婚した際、夫の同意を得て結婚後も夫の姓にしなかったが、土地購入の際には夫の姓でサインすることを求められたという。1920年にはルーシー・ストーン同盟が結成され、自らの姓をアイデンティティとする活動を行い、1972年には女性が生来の姓を使用する権利が裁判所で認められた。1970年のニューヨーク・タイムズの調査では結婚改姓を行わない女性の割合は17%であり、1980年に14%、1990年に18%となっている。また別の調査では2000年に26%、2014年は29.5%となっているものもある。
日本と諸外国の違いは、選択の有無ではなく、家族の姓の統一を重視して夫婦と子を同姓にするかそれとも出生から死亡までの個人の姓を重視するか、あくまで本名の姓に関する考え方の違いである。これは、異なる文化・歴史的背景が国民の身分の在り方に影響しているといえる。またアメリカにおいては、結婚時に改姓をする女性は「人に依存する傾向があり、志が低く、あまり知的ではない」という逆の偏見が研究者や社会にもあるという指摘も行われている。

## 名前と法律

### 日本
氏の取得と変更について、日本法では民法と戸籍法に規定があり、民法では夫婦関係と親子関係から規定している。一方、名の取得と変更について民法に規定はなく、戸籍法に規定があるのみである。
人名については、使用できる文字の種類の制限、使用できる漢字の種類の制限、名の決定権の有無、姓（氏）の決定権の有無などの特徴があるがある。
使用できる文字の種類の制限については、戸籍法で漢字、ひらがな、カタカナの3つのみとされている（「ゝ」や「ゞ」の繰り返し記号や長音記号の「ー」は用いることができる）。人名に使用できる漢字の種類については、2023年現在、戸籍法により常用漢字2136種類と人名用漢字863種類を合わせた2999種類のみとされ、これらに含まれない漢字は人名に使用することができない。
また、人名の命名は出生時に行われ、命名される被命名者は新生児であることから、自分で自分の名を決めることはできず、親や親族、保護者が命名者となることが多い。
姓（氏）についても、命名時に姓（氏）は所与のものとして決まっていることが一般的であり、名のように姓をまったく新たに決めることはできない。

### 韓国
韓国の人名用漢字は、家族関係の登録等に関する規則第37条に基づき、漢文教育用基礎漢字1800字、人名用追加漢字表6044字および人名用漢字許容字体表298字が漢字として用いられる。

### 中国
中国の民法典では姓名権は人格権編（1012条）に規定される。従来は民法通則や婚姻法等で規定され、民法通則99条1項では「公民は、姓名権を有し、自己の姓名を決定、使用および規定により変更する権利を有し、他人が干渉、盗用または冒用することを禁止する。」と規定され、婚姻法22条で「子は父の姓を称することもでき、母の姓を称することもできる。」と規定された。しかし、民法通則99条1項の規定や婚姻法22条については、文言上では名に関して制限はなく、姓も父または母の姓を称することができるとするだけで父母以外の姓を称することを禁じているか言及していなかった。そこで2009年12月23日、「全国人民代表大会常務委員会「中華人民共和国民法通則」第99条第1項、「中華人民共和国婚姻法」第22条に関する解釈」が出され、公民は法により姓名権を有すること、姓名権を行使する場合には社会道徳を尊重しなければならず、社会公共の利益を害してはならないなどの立法解釈が出された。
戸籍登録条例（戸口登記条例）第7条は、嬰児の出生後1カ月以内に、世帯主（戸主）、親族、養育者（撫養者）または隣人は、嬰児の常住地の戸籍登録機関に出生届を提出することとされている。実際には自然人の命名は監護権者によって命名されることが多い。棄児については養親（収養人）または養育機関が戸籍登録機関に出生登録を申請する。
自然人の人名は戸籍登録によって正式な人名となり、法律上の保護を受けることとなる。
また、居民身分証法第4条では、居民身分証には規範化された漢字を使用し、国家標準に適合する数字や記号で記入することとされている。姓名には、1.すでに簡体字化されている繁体字、2.すでに淘汰されている異体字（姓の中の異体字を除く）、3.自作字、4.外国文字、5.中国語ピンイン字母、6.アラビア数字、7.記号、8.規範化された漢字および少数民族文字の範囲を超える文字を使用することができない。

### ヨーロッパ
- フランス - 1993年まで、ナポレオンが制定に関わったフランス民法典によって付けられる名前に制限があった[18]。それ以降は、問題がない限り自由な名前が付けられる。
- ドイツ - 人口動態統計局（ドイツ語版）で許可される必要がある。ナチス時代には、ユダヤ人が名乗るべき名前と他の国民が名乗る名前のリストがあり、そこから付けるよう法律が制定された[19]。
- スウェーデン - 1901年12月5日に、貴族ではない者が貴族の名前を名乗るのを禁止するため、スウェーデンの命名規則（英語版）が制定された。後に、宗教的な名称やキラキラネームに罰金が生じるよう改定された。

### その他の地域
- ニュージーランド - ニュージーランド内務省が命名を承認する。名前が階級や肩書きに似ている（プリンセス、ロイヤル、裁判官を意味するジャスティスなど）、長すぎる（70文字以内）、数字や句読点やバックスラッシュなどの記号を使用している、または人に不快感を与える場合などに拒否される。毎年、拒否された名前のリストが公開される[20]。
- トルコの命名法（英語版）。1934年6月21日までは苗字はなかった。この法律制定後、すべての国民は苗字を名乗る義務が発生した。使用言語はトルコ語でなければならない。

## 日本人の名前

### 近世以前

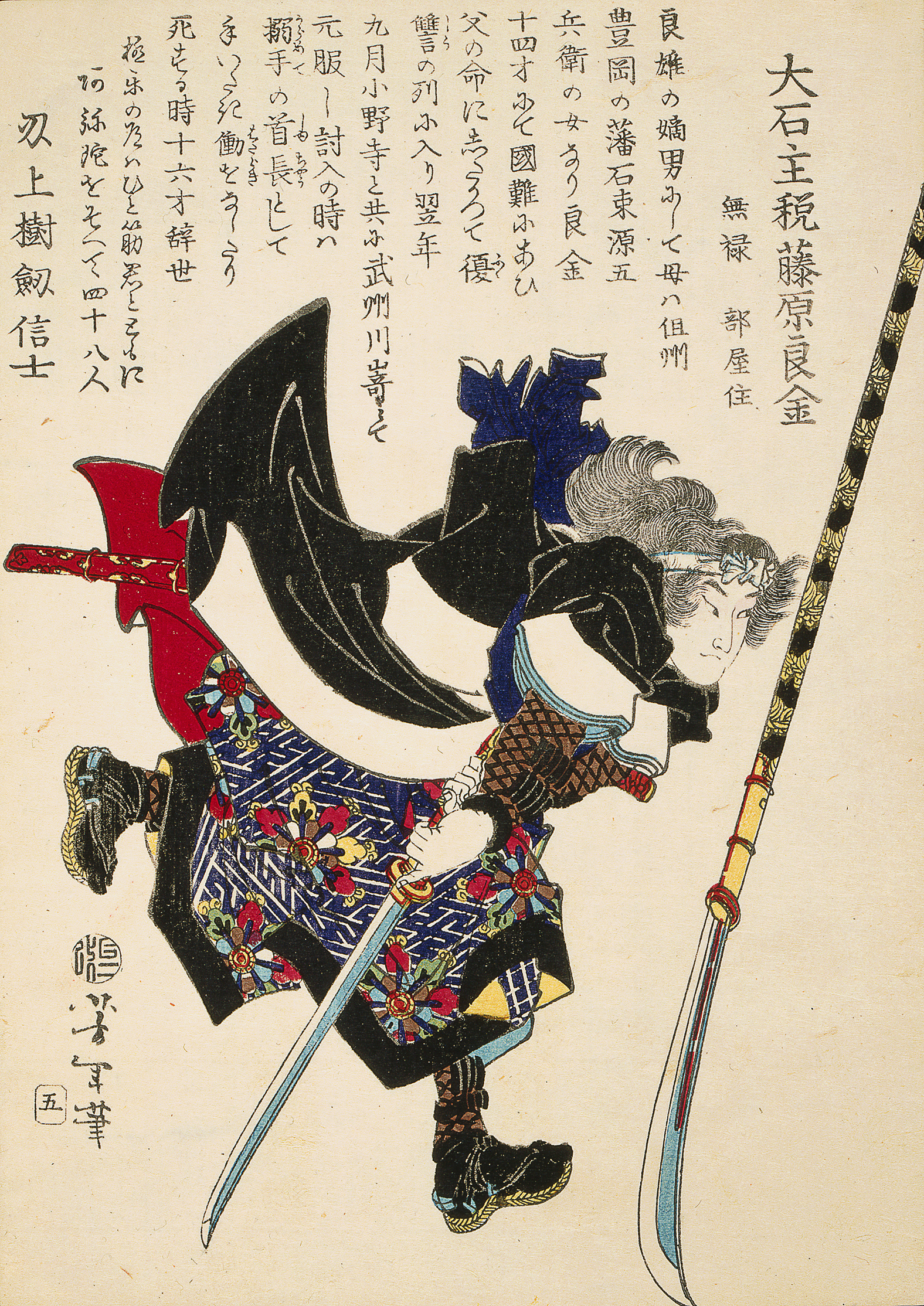
江戸時代末から明治にかけて活躍した月岡芳年の錦絵。大石良金の名を「大石 主税 藤原 良金」と「名字、通称、姓、諱」の順で書いている。

明治維新以前の日本の成人男性は、とりわけ社会の上層に位置する者は、家の名である「名字」・「家名」、家が属する氏の名である「姓（本姓）」、そしてその姓の区別を示す「姓（カバネ）」と実名にあたる「諱」を持っていた。
上古では『物部麁鹿火大連』のように、氏の名・実名・カバネの順で表記されていたが、欽明天皇の頃から『蘇我大臣稲目』のように氏の名・カバネ・実名の順となり、氏の名の後に「の」をつけて「そがの おおおみ いなめ」のように読まれるようになった。
公式文書である朝廷の口宣案等に記される際は、「位階もしくは官職、その両方」「本姓」「カバネ」「諱」の順で書かれる。例えば『勧修寺家文書』にある徳川家康従二位叙位の際の口宣案には「正三位源朝臣家康（徳川家康）」「蔵人頭左近衛権中将藤原慶親（中山慶親）」の二人の名前が見られる。公式や公的な文書で用いられるのは本姓であり、徳川や中山といった名字は用いられなかった。
書状などで呼称する場合は官職名や通称である仮名を用いることがほとんどであった。また「道長朝臣」や「親房朝臣」のように名とカバネを連ねて呼ぶことは、特に「名字朝臣」と呼ばれ、四位の人物に対して用いられることが多かった。

#### 氏・姓・本姓
大和朝廷（ヤマト王権）の成立前後、日本には「氏」と呼ばれる氏族集団が複数あり、氏族の長である氏上とその血縁者である氏人、それに属する奴婢である部曲（部民）も同じ「氏の名」を称していた。これら氏には、天皇から氏の階級や職掌を示す「カバネ（姓）」が授けられた。
やがて氏の名は天皇より報奨として授けられるものとなり、「カバネ」も同時に授けられるようになった。このように氏とカバネで秩序付けられた制度を「氏姓制度」と呼ぶ。
古代の律令国家の時代には、庶民も「氏の名」を称していた。養老5年（721年）に作成された戸籍では、戸に属するものは妻や妾にいたるまで同じ氏の名を称していた。
天武天皇の時代には20以上あったカバネが8つに再編成され、「八色の姓」と称されるようになった。この頃には「氏」と「姓（カバネ）」の区別は曖昧になり、『日本書紀』でも藤原鎌足が「藤原」の氏を受けた際には「賜姓」と表記される。奈良時代頃には氏を指して「姓」と称するようになっていた。また奈良時代から平安時代にかけては既存の氏族が賜姓を願い出て新たな氏の名に改めることもしばしばあった。土師氏の一部が菅原氏・秋篠氏を賜姓されたように、大和時代以来の氏の名はほとんど失われていった。また懲罰により氏の名を改名されることもあった。
本姓は基本的には父系の血統を示すため、養子に入っても変わらないのが原則であった。
1200年頃には、「源平藤橘（源氏・平氏・藤原氏・橘氏）」という代表的な4つの本姓を「四姓」と呼ぶことが行われるようになった。また島津氏が藤原氏から源氏を称するようになったように、情勢によって本姓を変更することもあった。豊臣政権期には多くの大名や家臣に対して豊臣氏の姓が氏長者である秀吉らによって下賜され、位記等においても称していたが、江戸幕府の成立により豊臣氏を称する家は減少し、木下氏などごく一部が称するのみとなった。

#### 名字（苗字、家名）
「名字」とは上古には姓名を指し、平安時代には個人の実名を指していた。鎌倉時代には個人の「名乗り」を指す言葉となり、南北朝時代には地名や家の名を指すこともあった。江戸時代には「苗字」という語が用いられるようになり、いわゆる「氏」ではない「家名」を指す言葉として用いられるようになった。ここでは便宜上家の名を「名字」として解説する。
平安時代には藤原一族が繁栄し、官界の多くを藤原氏の氏人が占めるようになった。この状況で、藤原一族の氏人が互いを識別するために、「一条殿」や「洞院殿」のように住居の所在地名を示す「称号」で呼ぶことが始まった。この時代は親と子が別々の住居に住むことや転居も行われていたため、婚姻や転居によって称号も変化した。やがて平安時代末期に嫁取婚が一般化し、住居の相続が父系によって行われるようになると、称号は親子によって継承されるものとなっていき、12世紀頃には家系の名を指すようになった。公家社会ではこれを「名字」と呼んだ。
東国では名字の発生は10世紀から11世紀頃と推定されている。地方豪族らは本領の地名によって名字を名乗るようになり、その地を「名字の地」として所領の中でも重要視していた。これは荘園領主等にその地の権利を誇示する役割があったとみられる。足利荘を領した足利氏、三浦郡の三浦氏、北条郷の北条氏などがその例である。また藤原木工助の子孫が「工藤氏」、藤原加賀守の子孫が「加藤氏」を称するように、先祖の本姓と官職を合わせた名字や、「税所氏」や「留守氏」・「問註所氏」のように朝廷や幕府の官職や荘園内での職掌を示した名字も発生している。またこれらの名字は分割相続によってさらに多く派生していった。これらの分家は総領である一族の支配下に置かれ、分家の確立が過渡的な段階においては「佐々木京極」や「新田岩松」と総領家の名字を上に冠して称されることもあった。
また紀伊国隅田荘の隅田党のように、血縁ではない別々の家の集団が「隅田〇〇」という複合名字を名乗り、やがて「隅田」のみを家名としたように、同一の名字を名乗ることで結束を固めることもあった。
武士階級の間では「名字」を主君から授けることがしばしばあった。例えば織田信長は明智光秀に「惟任」、丹羽長秀に「惟住」の名字を名乗らせている。また、家臣に対して主君と同じ、もしくはゆかりのある「名字」を名乗らせ、擬制的な一門として扱うこともしばしば行われた。徳川氏が松平姓を有力大名や血縁のある大名に名乗らせた例はよく知られている（前田氏・島津氏などの有力外様大名や一部の譜代大名、鷹司松平家など）。豊臣秀吉は特に幅広くこの政策を行い、本姓である豊臣朝臣や名字の羽柴姓を多くの大名や家臣に称させた。また今川貞世が今川の名字を名乗ることを禁じられ、「堀越」の名字を称したように、名字の使用を停止する懲罰も存在した。
庶民は平安時代頃までは氏の名もしくは名字を名乗っていたが、中世に入ると禁令が出されたわけでもないが、記録に残らなくなった。豊田武は村落内の上層部が下層民に対して名字の私称を禁じたことを指摘している。江戸時代には、「名字」は支配階級である武士や、武士から名乗ることを許された者のみが持つ特権的な身分表徴とされ、武士階級も庶民に対して名字を称することを禁じていると認識するようになった。公式な場で「名字」を名乗るのは武士や公家などに限られていた。一方で時代が下ると領主層の武家は名主や有力商人に対し「苗字」の公称を許可し、その代償として冥加金等を収めさせる例が頻発した。

#### 通称（仮名、字、号、百官名、東百官、受領名）
日本においては「通称」や「仮名（けみょう）」が発達した。一方で、律令期に遣唐使の菅原清公の進言によるとする「諱」への漢風の使用が進められ、これに貴人から臣下への恩恵の付与、血統を同じくする同族の証として「通字」も進んだ。後述の「諱」を参照。
男性の場合、こうした「通称」には、太郎、二郎、三郎などの誕生順（輩行）や、武蔵守、上総介、兵衛、将監などの「官職」の名がよく用いられた。後者は自らが官職に就いているときだけではなく、父祖の官職にちなんで名付けることが行われた。北条時頼の息子時輔は、父が相模守であることにちなんで「相模三郎」と称し、さらに「式部丞」の官職について「相模式部丞」となり、さらに式部丞を辞して叙爵されて「相模式部大夫」と称した。このような慣行に加えて、時代が下ると正式な任命を受けずに官職を僭称することが武士の間に一般化し、江戸時代には、武士の官職名は実際の官職とは分離された単なる名前となった。島津斉彬は正式には「松平薩摩守」を名乗ったが、当時は「薩摩守」はあくまで「通称」と捉えられ、斉彬の「官職」といえば「左近衛権中将」を指した。この趨勢は、ついには一見すると官職の名に似ているが明らかに異なる百官名（ひゃっかんな）や東百官（あずまひゃっかん）に発展した。
女性の名前は、庶民が氏を名乗っていた中世前期までは、清原氏を名乗る凡下身分の女性ならば名前は「清原氏女」（きよはらのうじのにょ）などと記された。氏は中国と同様に父系の血統を表現する記号であったから、婚姻後も氏が変更されることは本来はありえなかった。官職を得て出仕すると新たな名前をつけられるが「式部」（紫式部）や「少納言」（清少納言）のように「女房名」という通称で呼ばれた。

#### 諱（本名、実名）
個人名である「諱（いみな）」は、公家武家を問わず、通字を用いる習慣が見られる。鎌倉北条氏の「時」、足利氏の「義」、武田氏や織田氏の「信」、後北条氏の「氏」、徳川氏の「家」、伊達氏の「宗」などが有名である。家祖あるいは中興の祖として崇められるような家を飛躍させた祖先にあやかり、同じ諱を称する「先祖返り」という習慣もあった。これは伊達政宗が有名である。

#### 命名法と読み

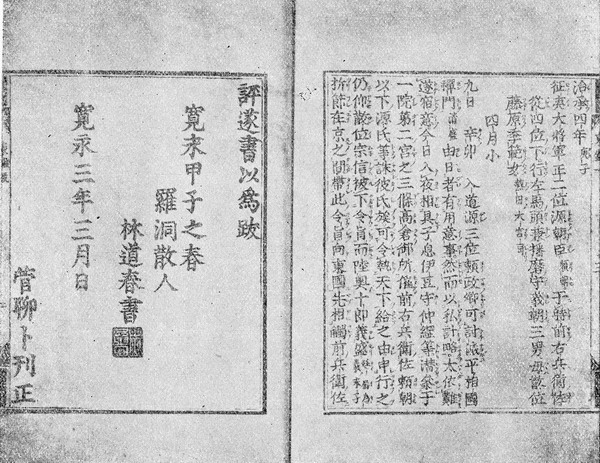
『吾妻鏡』古活字本寛永版・林羅山の跋文。出家した後の号「道春（どうしゅん）」の名が書かれている

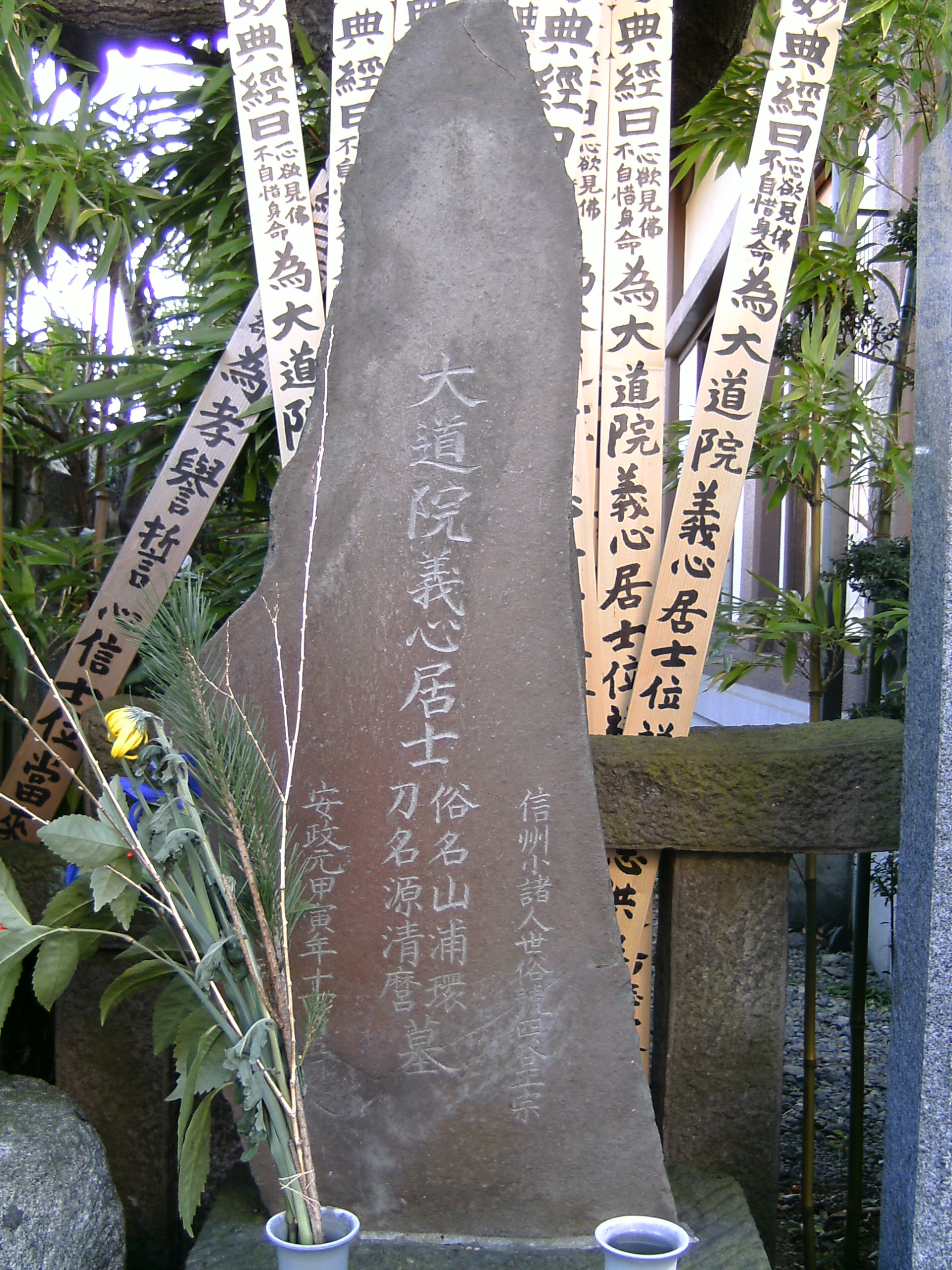
宗福寺にある源清麿の墓。戒名が大きく刻まれ、その下に俗名として本名の「山浦環」が刻まれている。「源清麿」の名前は刀名として刻まれている。

平仮名の表記が残ってないため音読みか訓読みか不明な人物も多い。
封建時代のイエズス会士ロドリゲスの記録（日本語小文典）によれば、「高貴な人は仮名（かりな）の他、実名（名乗り）も命名されていた」という。ここで「仮名」とは、のちに官職を得て、その官職名（百官名、受領名）を名乗ることができるまでの間の仮の名である。
また、「実名」の命名にあたっては、「漢字2文字の4音節」で、上下の語ともに特定の82種の語中から選択されたという（官職者・人名一覧の記載された歴史書は、このような命名法の参考資料となると思われる）。

#### 女性の名
女性は諱が記録に残ることが少なく、後世でも通称でしか知られず実名や読みが不明の人物が多い。平安時代には出生時に届け出る幼名で過ごし、宮中に出仕する際に新たな名前をつけるが、女房名を名乗るため本名が不明の人物も多い。また出仕していない女性は幼名のままか、「（父親の名前）の娘」と呼ばれていたという推測もある。読みは訓読みだったと考えられているが、後の国文学界では便宜的に音読みを使ったことで「平安期の女性=音読み」のイメージが広がったとされる。
江戸期の女性の名の例を大田南畝（蜀山人）の随筆「半日閑話・女藝者吟味落着」から引用する（50音順にした）。
```
（あ行）長助娘いと、助七娘いと、甚之助妹いね、孫兵衛姪いよ、平七娘うた。
（か行）寅吉娘かつ、小助娘かよ、十次郎従弟女きち、喜右衛門娘きち、藤五郎娘きの、五郎娘うた事こと。
（さ行）文六娘さと、藤兵衛娘しほ、長八娘せん、権右衛門娘そめ。
（た行）善蔵姉たか、藤助娘たみ、八右衛門娘たよ、十次郎従弟女ちよ、源八娘ちを、権右衛門姪つる、鉄次郎姉つる、武兵衛娘でん、清九郎娘とき、新兵衛妹とみ、佐兵衛娘とみ、助八娘とよ。
（な行）磯治郎娘なみ、金次郎従弟女なみ、小三郎妹なを。
（は行）清八娘はつ、大吉娘はな、半兵衛娘はま。
（ま行）宇右衛門娘まさ、新右衛門姪みよ、半七姪みよ、伝兵衛妹みわ、平吉妹みを、藤次郎娘もよ。
（や行）新八姉よし。
（ら行）孫兵衛方に居候りう。
```

#### アイヌの人の名前
北海道、樺太、北方領土、千島列島の先住民族であるアイヌは、今でこそ彼らが居住する地域の大勢を占める日本式の姓名を名乗っている。また、チュプカ諸島（新知郡・占守郡）の千島アイヌも伝統を保っていたが、18世紀にロシアに征服され支配下に置かれた後はロシア式の姓名を名乗っていた。しかし、幕末までは民族の伝統に即した命名のもとに人生を送っていた。
アイヌの伝統的な命名法では。生まれて間もない赤子には正式の名前を付けず、泣き声から「アイアイ」、あるいは「テイネㇷ゚」（濡れたもの）、「ポイソン」（小さな古糞）、「シオンタㇰ」（古糞の固まり）など、わざと汚らしい名前で呼ぶ。死亡率が高い幼児を病魔から守るための配慮で、きれいなものを好み、汚いものを嫌がる病魔から嫌われるようにとの考えである。あるいは「レサㇰ」（名無し）など、はじめから存在しないことにして病魔を欺く。
ある程度成長して、それぞれの個性が現れ始めると「本式」の名前がつけられる。「ハクマックㇽ」（あわて者）、「クーカㇽクㇽ」（弓を作る者）、「クーチンコㇿ」（弓と毛皮干しの枠を持つ者）、「ムイサシマッ」（掃く女）、「キナラブック」（蒲の節をいじる者）、「タネランケマッ」（種蒔き女）、「イウタニマッ」（杵の女）、「カクラ」（ナマコのように寝転ぶ）、「カムイマ」（熊の肉を焼く）など。
また、病弱な子供や並外れて容貌に優れた子供は、綺麗なものを好むという病魔から嫌われるよう、神に見込まれて天界に連れて行かれる=死ぬことのないよう、幼児と同じように汚らしい名前をつける。「トゥルシノ」（垢まみれ）、「エカシオトンプイ」（爺さんの肛門）などの例がある。このような例は、諸民族においても珍しい事例ではなく、例えば日本では牛若丸など武士の子の幼名に頻繁に使われた「丸」という字は、古来、糞を意味していた。また、中国でも前漢の武帝は、魔除けのために「彘（てい：ブタの意）」という幼名を付けられた。
妻は夫の名前を呼ぶことが許されず、すでに死んだ人間の名を命名することは不吉とされ、他人と似た名はその人に行くはずの不幸を呼び込むものとされていたので、とにかく人と違う、独創的な名前を命名するよう心がけていた。また、大きな災難に遭遇したり、似た名前の者が死んだりした場合は「名前が災難に好かれた」との考えから、すぐに改名した。そのためアイヌ民族には「太郎と花子」「ジョンとエリザベス」のような、「平凡な名前」「民族を代表する名前」が存在しない。
日本においては明治初期になると戸籍法や平民苗字必称義務令の浸透から、アイヌもそれまでの名前を意訳、あるいは漢字で音訳した「日本式の姓」を名乗るようになったが、「名前」は明治中期までは、それまでのアイヌ語式がかなりの例で受け継がれていた。戸籍に名を記入する際は、アイヌ語の名前を見ただけでは男女の区別がつきかねる和人のために、男性はカタカナで、女性はひらがなで記入されていた。

#### 沖縄の人の名前

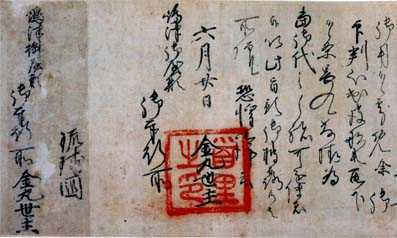
琉球国金丸世主書状（1471年）。左端に、尚円王の即位以前の名「金丸」が署名されている。

史料から見る限り、1392年に帰化したといわれる閩人三十六姓及びその子孫である久米村士族を例外として、第一尚氏王統が成立するまでの王名を始めとする人名のほとんどは「琉球語／琉球方言」によると推測される名のみであり、姓ないし氏があったことは確認できない。尚巴志王が三山を統一し明に朝貢すると、国姓として「尚」を賜り、以後の王は中国風の姓名をもつようになった。中国風の姓名は「唐名（からなー）」と呼ばれ、以後士族一般に広がった。
これに対し、第二尚氏王統成立後、士族はその采地（国王より与えられた領地）の地名を位階称号に冠して呼ばれる慣習が一般化し、さらに日本風の「名乗り」（前節の「諱」に相当、ただし全て音読みで読まれる）を持つことが普通になると、「采地名」+「位階称号」+「名乗り」が別の呼称システムとして確立した。これを「大和名（やまとぅなー）」と呼ぶことがある。「采地名」の人名化は日本における「氏」（苗字）の起源と並行するが、日本のように「采地名」が固定化した「氏」になることはなく、采地の変更にともなって変わりうる一時的な呼称にとどまった（王の世子は中城を所領とし、常に「中城王子」と称した。つまり「中城」という「采地名」は王世子のみに与えられる称号であり、継承されない）。また、それまでつけられていた「琉球語／琉球方言」による名は「童名（わらびなー）」とカテゴライズされ、公共領域からは排除されていった。
このようにして、同一人物が「大和名」と「唐名」の双方を持つようになったため、後世、特に近代以降にそれ以前の歴史上の人物を呼ぶ場合、人物によって通用する名前が異なる現象が生じている（主に久米村士族が「唐名」で呼ばれる）。例えば羽地朝秀（唐名：向象賢）は「大和名」が、蔡温（大和名：具志頭文若）は「唐名」の方が通用している。
薩摩藩の琉球侵攻以後、「大和めきたる」風俗の禁止に伴い、多くの地名（したがって「采地名」）の漢字が日本本土に見られないものに置き換えられたため、本土と語源が共通する「采地名」も異なる漢字で書かれるようになった。
琉球処分後、日本の戸籍制度が沖縄県にも適用されると、国民皆姓制度の導入と姓名の単一化が迫られた。士族、及び分家として「采地名」をもっていた王族はすべて「大和名」（「采地名」+「名乗り」）を戸籍名としたが、尚泰王のみは「采地名」をもたなかったため、王とその直系の子孫のみは（「采地名」をもっていても）「尚」を姓とし、「唐名」を戸籍名とした。このため、王族出身者でも「大和名」を名乗った分家（伊江家、今帰仁家など）では姓名の形式がより「本土風」であるのに対し、「尚」家の多くの男子は今も原則として漢字一字をもって命名されている。また、全体として王族、士族出身者の名の読みには音読みが根強く残っている。
その後、独特の漢字遣いをする姓を「本土風」の漢字に置き換える改姓を行ったり、逆に同じ漢字を使いながら読みを標準語に近づけるなど、日本本土への同化傾向が見られる。
先島諸島においても、尚真王による征服以前に分立していた領主の名前には、領地名を名に冠したと考えられるもの（石垣島の平久保加那按司）、名だけが伝えられているもの（石垣島のオヤケアカハチ、与那国島のサンアイイソバなど）など、独特のものがある。

### 近現代

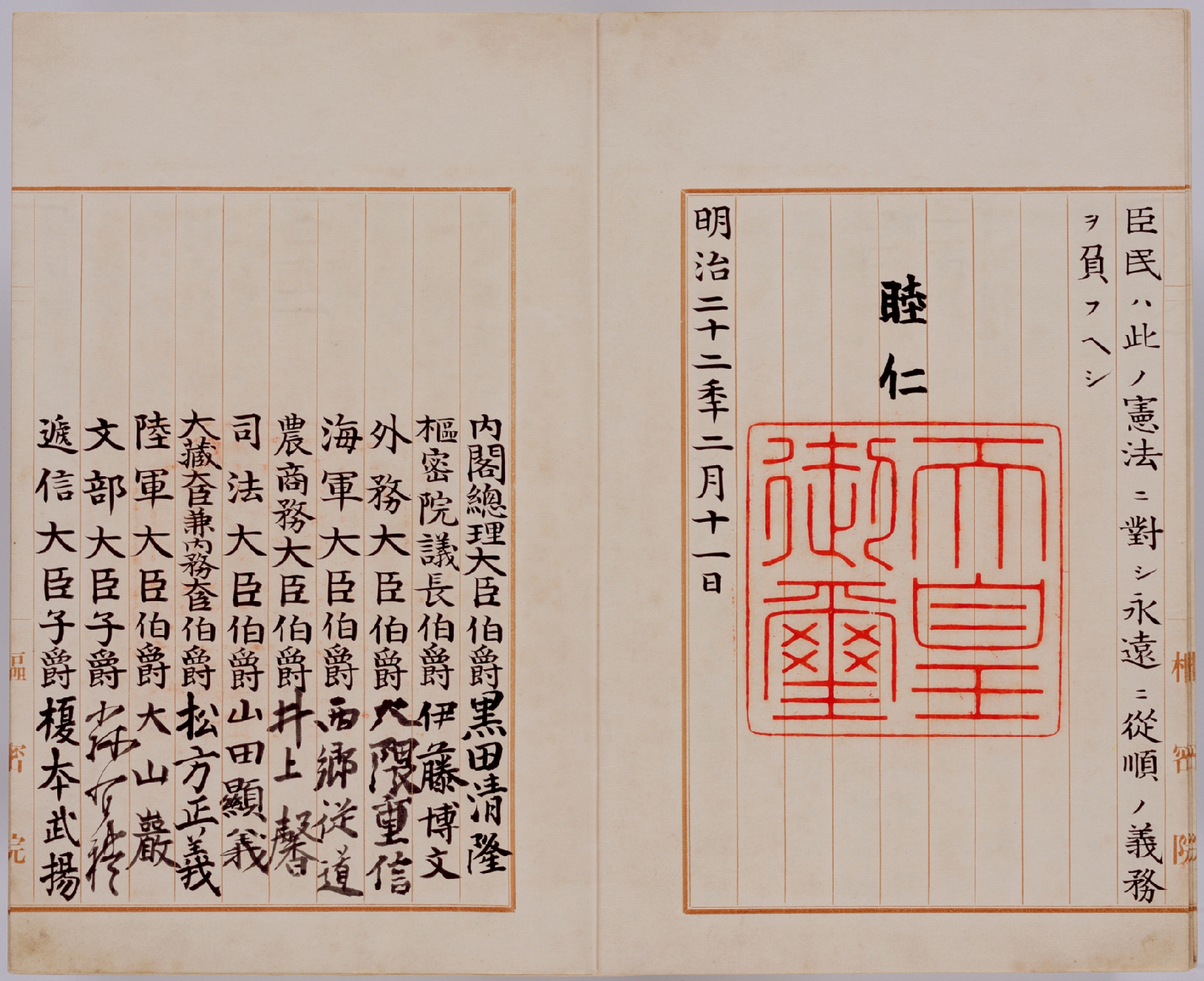
大日本帝国憲法の上諭。右ページの御璽の上方に「睦仁」と、明治天皇の「名」（諱）が自署されている。また、左ページには、国務大臣の官名と爵位に続けて、「氏名」が自署されている。

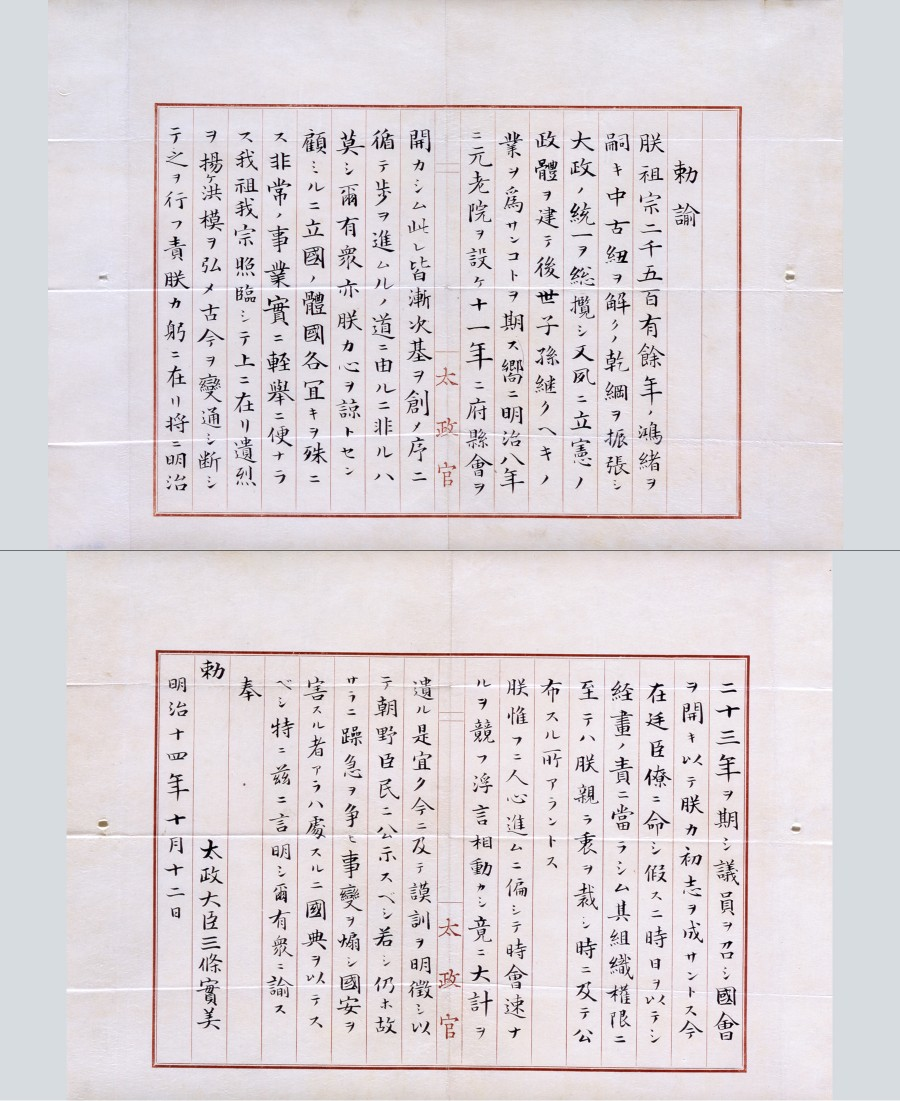
国会開設の詔。太政大臣三条実美の署名がある。

明治維新によって新政府が近代国家として国民を直接把握する体制となると、新たに戸籍を編纂し、旧来の氏（姓）と家名（苗字）の別、および諱と通称の別を廃して、全ての人が国民としての姓名を公式に名乗るようになった。この際、今まで自由だった改名の習慣が禁止された。明治以降の日本人の戸籍人名は、氏は家名の系譜を、名は諱と通称の双方の系譜を引いている要素が大きい。例えば夏目漱石の戸籍名である夏目金之助は通称系、野口英世は諱系の名である。
日本人の名前は、法律上、原則として「氏」（うじ）と「名」（な）との組み合わせから成る「氏名」（しめい）で呼称され、戸籍上「氏」「名」で記録される。「氏」は民法の規定によって定まり（民法750条、810条等）、「名」は戸籍法に定める出生届に際して定められる（戸籍法29条柱書、50条、57条2項等）。「氏」は現代においては姓（せい）または苗字・名字（みょうじ）とも呼ばれ、古くは一定の身分関係にある一団の、近代以降は家族の人間の共通の呼称として、個人がその集団に属することを示す。「名」はさらにその集団の中の個人を示す役割を果たしている。
日本人の氏名を含む身分関係（家族関係）は、戸籍に登録される。例外として、天皇及び皇族の身分関係は、戸籍ではなく皇統譜に登録される（皇室典範26条）。また、天皇及び皇族は、「氏」を持たない。これは歴史的に氏や姓が身分が上の者から与えられるものだったためである。

#### 氏

##### 氏の種類
氏の種類は、30万種を超えるとされている。氏の多くは2文字の漢字から成っており、人数の多い上位10氏はすべて漢字2文字から成る。
また氏の多くは地名に由来するため、地名に関する漢字を含むものが多い。
- 1文字：林、森、原、関、東、辻、堀、岡、南、西 など
- 2文字：佐藤、鈴木、齋藤、高橋、田中、渡辺、伊藤、中村、小林、山本、加藤 など
- 3文字：佐々木、長谷川、五十嵐、久保田、大久保、小野寺、佐久間、小笠原、宇佐見、大和田 など
- 4文字：勅使河原（てしがわら）、小比類巻（こひるいまき）、長宗我部（ちょうそかべ） など
- 5文字：勘解由小路（かでのこうじ）、左衛門三郎（さえもんさぶろう） など

※1文字から3文字の氏は、人数の多い順。読み方は代表的なものを記載。
一部の帰化日本人またはその子孫を除き、基本的に日本人の氏は漢字である。
氏の大半は地名に基づいている（この理由を17世紀のイエズス会士ロドリゲスは「日本語小文典」のなかで、「名字（苗字のこと）は個々の家が本来の所有者として、所有している土地に因んでつける」と記述している）。このため、地名に多い田・山・川・村・谷・森・木・林・瀬・沢・岡・崎など、地形や地勢を表す漢字、植物や道に関するものなど及び方位を含む氏が多数を占める。色彩の一字のみで表される氏（白・黒・赤・青・黄など）はあまり存在しないが「緑」氏や「金」氏（ただし読みは「こん」）の例はあるほか在日コリアンに「白」氏がいる（緑健児、金易二郎、白仁天）。

##### 氏の取得と変動
現在、日本では氏の取得と変動は民法の規定によって定まる。夫婦は、婚姻の際に定めるところに従い、夫又は妻の氏を称する（民法750条）。嫡出である子は父母の氏を称し、嫡出でない子は母の氏を称する（民法790条）。また、養子は養親の氏を称する（民法810条）。

#### 名
新生児が生まれたときには、14日以内（国外で出生があったときは、3ヶ月以内）に届け出なければならず（戸籍法第49条）、事実上、新生児の名はこの出生届のときに定められる。子の命名において使用できる文字には制限が設けられている（戸籍法50条1項、戸籍法施行規則60条参照）。人名については固有の読み方をさせる場合があるが、法的な制限はない（→人名訓）。そのため、漢字表記と読み仮名に全く関連がないものや当て字なども許容される（例：風と書いて「ういんど」、太陽と書いて「サン」など）。また、文字数にも制限はない。皇族の場合、生後7日（御七夜）を迎えた時に命名の儀が行われ、命名される。
（同じ戸籍内にいる人物と同じ文字の名を付けることはできないが、同じ読み方の名を付けることはできる。例えば「昭雄（あきお）」と「昭夫（あきお）」のように同音異字の場合は可能であり、「慶次（よしつぐ）」と「慶次（けいじ）」のように異音同字の場合は不可能である。なぜなら、戸籍に読み方は記載されないからである（翻せば、読みを替えるだけなら改名の必要はないことになる）。なお、「龍」と「竜」のように新字体と旧字体とは同じ字とみなされるため、「龍雄」と「竜雄」のような場合は不可能である。稀に夫婦で同名というケースもあるが、これは問題ない。

#### 氏名の読み・表記・呼び方
氏名の「読み」と表記
氏・名のどちらも、比較的独自の語彙があるため、ある人の氏名を聞いて、それが人の氏名とわかるのが普通である。また、氏か名かいずれかを聞いた場合、「ゆうき」「しょうじ」「はやみ」「わかな」「はるな」「よしみ」「あいか」「まさき」「とみお」などのごく稀な例外を除いて、それがどちらであるかを区別することも比較的易しい（これは、例えば英語でRyan, Douglas, Scottのように氏にも名にも用いられる語がかなり多くの人名に使われていることと対照的である）。
しかし、氏名を聞いた時にそれがどのような文字で書かれるかについては必ずしも分からない場合が多い。これは同じ読みの漢字がたくさん存在するという日本語の特徴のためである。また、漢字で書かれた氏名から正しい読み方が特定できない場合もある。これは、馴染みの薄い読み方（難読人名）であるために起こることもあるが、単に2つ以上のよく知られた読み方があるために起こる場合もある。日本の漢字は読み方が多いためこのようなことが起こりやすい（例えば、「裕史」という名はひろし、ひろふみ、ゆうし、ゆうじ、などと最低4通りの読みがある / 字面通りの読みである必要はないので、実際にそれ以上存在する）。そのため、各種の申込書・入会書・願書・申請書などに名を記す時に振り仮名の記載を求められる場合が多いが、法的にそれを証明する手段は少ない。これは、戸籍が読みではなく字を基準にした制度であるためである。
名前の呼び方
人が互いを呼び合う際には、氏と名の全て（フルネーム）を呼ぶことは多くない。あだ名や、氏・名に「さん」「ちゃん」などの呼称を付け、あるいは、肩書きや続柄に関する呼称、二人称代名詞、まれに字（あざな）などを用いることが多い。また、親しくない相手に、名のみで呼びかけるのは失礼との考えを持つ人が少なくない。
一般に、呼称をめぐる習慣は非常に複雑であり、簡潔に説明することは困難である。当事者間の年齢や血縁や仕事上の関係、社会的な文脈などによって大きく変化するが、そうした文脈の制約条件だけからは一意的に決まらないことが多く、個人的な習慣や好みなども影響する。さらに、方言などと絡んだ地方差も認められる。
英語表記
2000年には国語審議会が「言語や文化の多様性を生かすため名字を先にするのが望ましい」とする答申を出したが、理工系の研究者の論文やサッカーの登録選手名などを除くと広まっておらず、政府機関でも名→姓の表記が続いていることから2019年には柴山昌彦文部科学大臣が関係機関に対し姓→名の表記を要請した。2019年10月25日、『公用文等における日本人の姓名のローマ字表記について』が首相官邸から交付され、2020年1月1日より公文書等における日本人の姓名のローマ字表記は姓→名となった。例えば、「安倍晋三」はローマ字表記で「Shinzo Abe」ではなく「Abe Shinzo」となる。

## 漢字文化圏の名前

### 中国人の名前

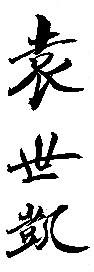
袁世凱の署名

中国人の名前は漢字一字（まれに二字）の漢姓と、一字か二字の名からなる。伝統的な命名法では宗族内での世代を示す「輩」（輩行字）を用いる。例えば毛沢東には2人の弟がおり、それぞれ毛沢民、毛沢覃という名であったが、この3人に共有されている「沢」が輩行字である。まれに輩行字と特有の漢字は逆になる場合もある（例えば蔣経国と蔣緯国）。
漢字一文字名には輩行字がないことになるが、その場合でも同世代で共通の部首を持つ字のみを名付けることがある。たとえば「紅楼夢」の主人公賈宝玉の父の名は賈政であるが伯父の名は賈赦、賈政と同世代の親族の一人は賈敬である。
「輩名」は血縁集団の中で、あるいは地域的に分散した同姓の人々の中での社会的地位を漢字で顕在化させたものといわれ、特に宗族の伝統が強い客家の農村などでは実年齢よりも世代を示す「輩」のほうが重要視された。しかし、1949年以降の社会主義体制の実施、近代化、激しい人口移動などから宗族の力は弱まり、都会に移住した農村出身者の二世などでは輩名の命名法を守る人々は少なくなっている。また、農村部でも地方政府の官僚制化や警察機構の強化などにより、従来のように宗族によって守られる必要性も低減し、こちらでも輩名の命名法の伝統に従う人々は少なくなっている。
元来姓は父系の血統を示すので原則としては夫婦別姓であるが、現代の中国や台湾では、男女平等の観点から、女性は結婚に伴って、夫の姓を名乗ることも選択可能なことが法律で保証されている。夫の姓に続けて自分の姓を書く（従って漢字四文字になる）場合もある。二文字の姓（複姓）もあり、諸葛・上官・欧陽・公孫・司馬などが有名である。
また、歴史を遡れば姓と氏は別のものであった。周の代には王「「周」の一族は「姫」、太公望「呂尚」の子孫である「斉」公の一族は「姜」、後に始皇帝を出した「秦」公の一族は「嬴」といった姓を持ったが、これは漢族形成以前の部族集団の呼称とでもみるべきもので、族長層だけがこれを名乗った。こうした族集団の内部の父系血族集団が氏であった。例えば周代の姫姓諸侯である晋公の重臣であり、後に独立諸侯にのし上がった「韓」氏は「姫」姓であって周の族長層に出自するが、氏は「韓」であった。しかし戦国時代になると社会の流動性が高くなり、それによって姓はその根拠となる族集団が形骸化していった。また姓を持たず氏のみを持つ非族長層も社会の表舞台に立つようになっていった。そして「漢」の代になると古代の姓の多くが忘れられ、氏が姓とも呼ばれて両者が混同される形で父系の血縁集団を示す語として用いられるようになったのである。前漢の皇帝を出した劉氏も姓を持たない階層に出自した。
さらに伝統的に下層階級以外の男性は目上の者だけが呼んでよい名（「諱」とも言う）と別に同等者や目下の者が呼ぶ「字（あざな）」という呼び名を持った。現在は字の風習は廃れつつあるようである。
香港や台湾のように、外国に支配されていた期間が長かった地域は、欧米や日本などの名前を模して、本名とは別の名前を持つ場合がある。特に香港は、近年までイギリスの支配下であったため、イギリス風の名前を持っている場合が多い（ジャッキー・チェン、アグネス・チャン、ブルース・リー）。台湾でも65歳以上の女性には日本式に「子」を止め字とする名前も少なからず見られる。中国では婚姻による名字の変更はなく、子供の名字は、父親の名字を名乗るのが通例である。香港では、イギリス風の名前はパスポートなどの身分証明書にも使用できるなど、広く使われている。名づけ方は、キリスト教徒の家系なら洗礼名という形で親が付ける場合もあるが、学校の先生が付けたり、本人が自分で付けたりする場合もある。名づけ方はかなり自由度が高く、英語圏には存在しない名前も多く、男性名が女性にも使用される事もある。

### 朝鮮半島の名前

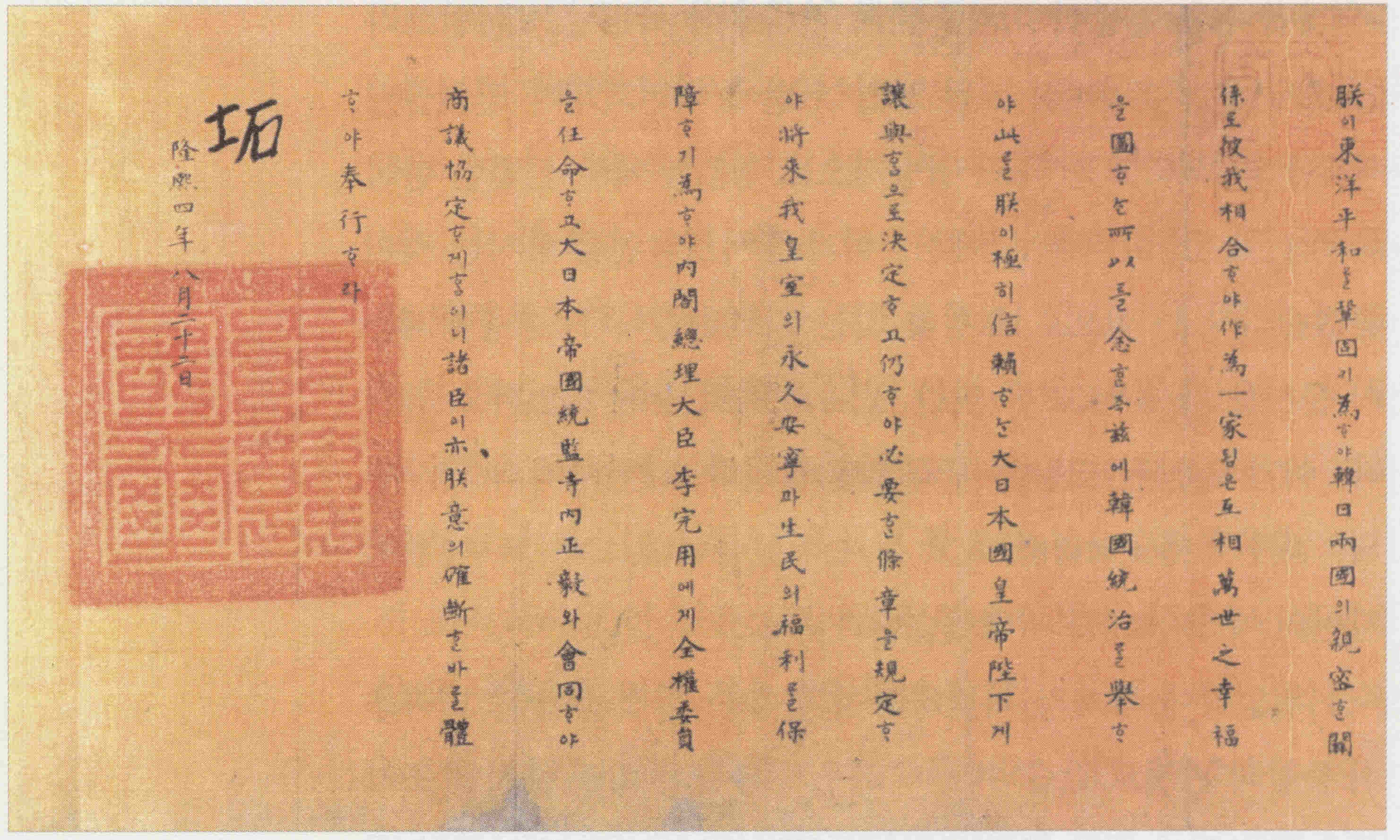
「韓国併合ニ関スル条約」に関する李完用への全権委任状。大韓帝国の内閣総理大臣李完用の名前や、最後の皇帝純宗の名である坧の署名が見える。

韓国では、金・李・朴・崔・鄭の5つの姓だけで、国民の約54%を占める。
金（김）
李（이）
朴（박）
崔（최）
鄭（정）

朝鮮半島の人名は中国の影響を受けて、典型的には漢字一字（まれに二字）の漢姓と、一字か二字の名からなる。特に、金・李・朴・崔・鄭の姓を持つ人は非常に多く、この5つの姓だけで、国民の約54%を占める。同じ姓でもいくつかの氏族に別れており、金海金氏が最も多い。
統一新羅の時代以前は今とまったく違う名前を用いていた。『日本書紀』や『古事記』に見られる朝鮮半島系の渡来人の名は中国式の名（当時の百済・高句麗などの非朝鮮系の人々は現在の中国人名とは異なる名前であったため）ではなかったことからもわかる。
例えば、高句麗王朝末期の貴族、淵蓋蘇文は今日の韓国では漢語発音で「ヨン・ゲソムン」と呼ばれているが、『日本書紀』の「伊梨柯須弥」という表記から当時の高句麗では「イリ・カスミ」と発音したことが知られている。「イリ」は高句麗語で淵を意味すると言われており、日本語の訓読みに類似した表記方法、「カスミ」を「蓋蘇文」とするのは漢語の発音を用いて高句麗語を表現した、日本の万葉仮名に類似した表記方法と考えられる。
現在の姓名体系は統一新羅の時代に中国式を真似たものである。姓は基本的には漢字一文字であるが、皇甫などの二字姓（複姓）も少数だが存在する。これとは別に、祖先の出身地（本貫）を持ち、同じ姓・同じ本貫（同姓同本）を持つ者を同族と見なす。この同族意識はかなり強固なものであり、かつては同姓同本同士の結婚は法的に禁止されていた（大韓民国民法第809条）。ただし、同姓でも本貫が違う場合は問題ない。現在、朝鮮半島内で最も多いのは金海金氏（釜山広域市付近の金海市を本貫とする「金」氏）である。族譜（족보）という先祖からの系譜を書いたものが作製・継承され、親族関係の象徴として尊重されるが、女性の名は族譜に記載されない。族譜は朝鮮王朝の時代に党争の激しくなったころから作られ始めた。日本の系図類と同様、族譜も初期の系譜は伝説に依拠していたり古代の偉人に仮託したものが多く、史料としての価値はさほど高くない。
名が漢字2文字の場合、同族で同世代の男子が世代間の序列を表すために名に同じ文字を共有する行列字（ko:항렬）という習慣がある。行列字は中国の輩行字と同様のもので、陰陽五行説に基づいて決められる。つまり「木・火・土・金・水」の入った字を順番に付けていく。たとえば、ある世代で「木」の入った字（根、桓）、次の世代は「火」の入った字（煥、榮）、次の世代は「土」の入った字（圭、在）……と続く。十干（甲・乙・丙・丁・戊・己・庚・辛・壬・癸）、十二支（子・丑・寅・卯・辰・巳・午・未・申・酉・戌・亥）を使うこともある。ある世代で名前の漢字二文字のうち前の字を行列字にしたら、次の世代は後の字を行列字にする。
子の名づけに対する漢字制限は1991年4月1日の戸籍法施行規則の改正により開始され、使用できる漢字を漢文教育用基礎漢字（1972年8月16日版）1800字、人名用追加漢字表1054字、人名用漢字許容字体表61字に制限した。また、同年の人名用漢字の制限に関する戸籍事務処理指針により、制限外の漢字を用いた出生申告書が提出された場合、当該漢字を含めた全ての漢字をハングルに直して戸籍に登載することや、提出を受けた自治体の長は当該漢字の字体と発音を監督裁判所に報告することなどが定められた。
その後、1994年9月1日の戸籍法施行規則の改正により、人名用追加漢字表が1164字に増やされ、戸籍の氏名の漢字にハングルを併記することが義務づけられた。
1998年1月1日、戸籍法施行規則の改正により、人名用追加漢字表に75字、人名用漢字許容字体表に24字が追加され、人名用追加漢字表は1239字、人名用漢字許容字体表は85字になった。
2000年12月30日、漢文教育用基礎漢字1800字が改訂され、44字の追加と削除が行われた。
2001年1月4日、戸籍法施行規則が改正され人名用追加漢字表2994字となった（ただし5日前の漢文教育用基礎漢字の改訂との調整が行われなかった結果、漢文教育用基礎漢字と人名用追加漢字表の間で49字が重複する一方、漢文教育用基礎漢字から削除された44字が人名用追加漢字表に追加されないままとなった）。
2003年10月20日、戸籍法施行規則の改正により、人名用追加漢字表が2990字となり、44字の追加、48字の削除、2字の字形変更が行われた。また、戸籍法施行規則第37条の改正により、漢文教育用基礎漢字が変更されて基礎漢字から削除された漢字は別表の人名用追加漢字表に追加されたものとみなし、基礎漢字表に追加された漢字については別表の人名用追加漢字表から削除されたものとみなす規定が追加された。
2005年1月1日、戸籍法施行規則の改正により、人名用追加漢字表に159字が追加され3149字となった。
2007年2月15日、戸籍法施行規則の改正により、人名用追加漢字表に113字、人名用漢字許容字体表に27字が追加され、人名用追加漢字表が3262字、人名用漢字許容字体表112字になった。
2007年8月30日には漢文教育用基礎漢字1800字について一部字形修正が行われた。
2008年1月1日の戸籍法廃止と家族関係の登録等に関する規則の制定により、漢字制限は家族関係の登録等に関する規則第37条に基づくものとなった。人名用追加漢字表は3260字、人名用漢字許容字体表は112字で制定された。
2008年6月5日、家族関係の登録等に関する規則の改正により、人名用追加漢字表に1字の追加と2字の字形変更、人名用漢字許容字体表に3字の追加が行われ、人名用追加漢字表は3261字、人名用漢字許容字体表は115字となった。
2010年3月1日、家族関係の登録等に関する規則の改正により、人名用漢字が全面的に見直され、人名用追加漢字表は3356字、人名用漢字許容字体表は298字になり、子の名づけに使える漢字は5454字になった。
2013年7月1日、家族関係の登録等に関する規則の改正により、人名用追加漢字表に307字が追加され3663字になった（人名用漢字許容字体表は298字のままだが、大法院が公開した人名用漢字表別表2には299字が収録されていることが確認された）。
2015年1月1日、家族関係の登録等に関する規則の改正により、人名用追加漢字表が6044字になった。
なお、2016年7月28日、憲法裁判所は人名用漢字による漢字制限は合憲であると判断した。
現在の韓国においては、漢字がほとんど使われなくなっているため、姓名もハングルで表記される。金ハヌルや尹ビッガラムなど、若い世代では名の部分に関して固有語をそのまま用いる例もある。
子は、中国の氏と同様、姓が父系の血統を表現するものであることから、当然に父の姓を名乗るものとされていた。しかし、2005年の法改正により、子は、父母が婚姻届出の時に協議した場合には母の姓に従うこともできるようになった。
なお、在日コリアンは、民族名（朝鮮半島式の姓名）のほかに日本式の通名を持っている場合が多い。原因としては創氏改名の名残、あるいは戦後の混乱期の様々な事情などによるものとされるが、在日コリアンへの差別が公に非難されるようになった社会の意識の変化により、エスニックなアイデンティティへの見直しが進み、通名使用は減少しつつある。

### ベトナムの人名

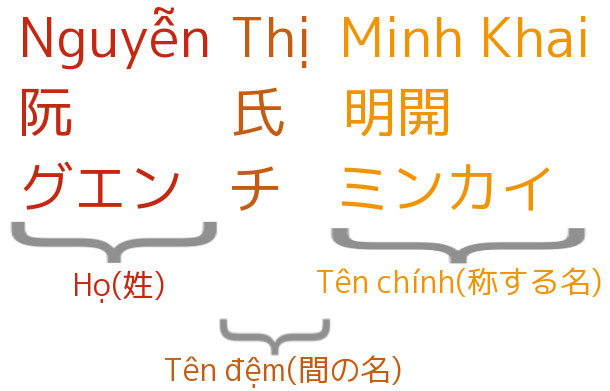
ベトナム人（キン族）の名前は姓・間の名・称する名により構成される

ベトナム（越南）は漢字文化圏に属しており、人名も主要民族であるキン族（京族）を中心に、漢民族の人名に類似する。典型的な人名は、Nguyễn Văn Huệ（グエン・ヴァン・フエ、阮文恵）のように、漢姓である一音節のHọ（姓）と、一音節のTên đệm（間の名、直訳すると「苫の名」）、一音節のtên chính（称する名）からなる構造である。
相手が地位の高い人間であっても、人の呼称として使うのは姓ではなく「称する名」である。例えば「ゴ・ディン・ジエム大統領」は、姓が「ゴ（呉）」、間の名が「ディン（廷）」、称する名が「ジエム（琰）」であるため、「ゴ大統領」ではなく「ジエム大統領」と呼称する。姓を呼称に使うのはきわめて例外的な高い敬意を表すときに限られ、これはHồ Chí Minh（ホー・チ・ミン、胡志明）を「ホーおじさん（Bác Hồ、伯胡）」と呼ぶような場合である。

## モンゴル人の名前
モンゴル人は縁起の良い言葉や仏教的な言葉を選んで子供を名付ける。姓にあたるものはないが、氏族（オボク）の名称が姓に近い役割を持ち、中国の内モンゴル自治区では氏族名を姓として中国式に姓名で表記することがある。例えば、チンギス・ハーン家のオボクはボルジギン氏族（孛児只斤氏）であるため、内モンゴル出身のチンギス・ハーンの子孫はボルジギン・某（孛児只斤某）と称する。
これに対し、モンゴル国ではロシアの影響で父の名を姓の代わりに使い、本人の名の前に置く（父称）。例えば、朝青龍明徳の本名ドルゴルスレン・ダグワドルジは、ダグワドルジが本人の名、ドルゴルスレンが父の名である。また、夫婦別姓である。

## インドシナ半島の名前
漢字文化圏に属したベトナムを除いて、伝統的にこの地域では姓はない。しかし、ラオス、カンボジアでも旧宗主国フランスの影響で父の名などを姓として名のうしろに付加するようになった。
ミャンマーには家系に共通の姓はなく、必要な時には両親いずれかの名と自分の名が併用される。戸籍名を付ける際には、その子が生まれた曜日によって頭文字を決め、ビルマの七曜制や月の名前、土地の名前等から名付けられることが多い。また成長につれ、隣近所で通用する幼名、学校内で通用する通称、大人になってからの自称など、複数の名をもつことが多い。外国との交渉（旅券等の発行や移住時に姓や氏の記入を求められる情況）では、便宜的に敬称や尊称や謙称（社会的地位のある男性であれば「ウ」、若い男性であれば「マウン」、成人女性なら「ドー」など）を使って、苗字とする場合もある。例えば、元国連の事務総長ウ・タントの「ウ」は敬称である（しかし、本人は謙遜故か「マウン・タント」と署名することが多かった）。
タイに関しては、タイの人名を参照。

## マレー・ポリネシア系の名前

### インドネシア・マレーシアの名前
この両国でも姓は義務づける法はなく、例えばスハルトやスカルノは姓を持たないが1つのファーストネームのみで正式なフルネームである。スマトラ島のバタク人や、マルク諸島（モルッカ諸島）、フロレス島などでは氏族名を姓のように用いる。ジャワ島のジャワ人とスンダ人の多くは名しか持たないが、貴族の家系は姓を持っていて名の後ろにつける。イスラム教徒のマレー人、アチェ人、ジャワ人、スンダ人はアラブ式に父の名による呼び名を持ち、名の後ろにつけて姓のように使う場合もある。

### フィリピンの名前
フィリピンのキリスト教社会では、名前は西洋式に「名、ミドルネーム、姓」の3つの部分からなる。その場合、未婚者および男性は母親の旧姓を、結婚して夫の姓となった女性は自分の旧姓をミドルネームとしていることが多い。かつてはスペインの植民地だった背景から、スペインや中南米諸国同様、スペイン式の「名、父の第一姓、母の第一姓」構成であったが、アメリカ領になってからは現在の構成に変わった。ミドルネームに母方の旧姓を使用しているのにはスペイン式の名残である。ミドルネームはイニシャルのみを記す場合と、そのまま書き表す場合がある（例：グロリア・マカパガル・アロヨ）。姓は植民地時代にスペイン人の姓から選んで名乗ったため、スペイン語姓が主流であるが、華人系の姓も多い。名は旧来のスペイン語の名前に加えて、英語その他主にヨーロッパ系の名前が自由につけられている。
婚姻の際には、従来の法律では、結婚時に女性側は、自分の姓を用い続け相手の姓をミドルネームとして加えるか、相手の姓を用いるか、相手のフルネームにMrs.をつけるか、を選ぶことが可能、とされていたが、2010年に、裁判所は、女性の権利を守る観点から、これらに加えて、相手の姓を用いず自分の姓のみを用い続けることも可能、との判断を下した。

## アラビア語圏・イスラム教圏の名前

オスマン朝マフムト2世のトゥグラによる署名。「アブデュルハミトの息子マフムト・ハン、永遠の勝利者」と読める

アラブ人の伝統的な名前はクンヤ（「某の親」）、イスム（本人の名）、ナサブ（「某の子」）、ニスバ（出自由来名）、ラカブ（尊称・あだな）の要素から成り立っている。
クンヤ
クンヤは「アブー・某」（某の父）、「ウンム・某」（某の母）という形を取る。アラブ圏では兄弟姉妹といった近親の名前が某部分に来るものもクンヤと呼ぶ。
初代正統カリフのアブー・バクルは本名がアブドゥッラー（改宗前はアブドゥルカアバ）だったが、ラクダが好きだったことからついたあだ名アブー・バクル（若ラクダの父）の方が後世まで定着。さらには彼への崇敬から一般的な男児名として使われるようにもなりイスムに転じた。
エジプト女性歌手のウンム・クルスームという名前は預言者ムハンマドの娘の名前として元々有名だが、こちらはアブー・バクルの例と違い本名としてつけられたものでほほがふっくらしている愛らしさから「クルスーム（ほほがむちむちの男の子）の母」という複合名で呼ばれるに至ったケースである（なお第三代正統カリフであるウスマーンの姉妹もウンム・クルスームという名だった）。
このクンヤは職業名としても使われることがあり、アブーの後に品名を添えて「〜屋」を意味するなどした。息子の名前を添えた基本的なクンヤも含め家名に転じたケースが多く、現代アラブ世界ではファミリーネーム、ラストネームとして用いられていることも少なくない。
またクンヤは既婚未婚・子の有無に関係なくニックネームに使われる用法があり、本人のファーストネームから想起させる人名と結びつけて青年等を「アブー・某」と呼ぶ慣例が見られる。さらにはゲリラ名として用いられてきた経緯があり、実子の名前とは関係が無い「アブー・アンマール」（パレスチナのアラファト議長のあだ名）等が有名である。
イスム
イスムは本人の名である。男性には預言者ムハンマドの本名やその別名（アフマド、マフムード、ムスタファー等）、ウマル、ウスマーン、アリーなど正統カリフ、イブラーヒーム（アブラハム）、ムーサー（モーゼ）、イーサー（イエス）といった預言者たち、アッラーの持つ99の美名・属性名に「しもべ」を意味する「アブド」を繋げたアブドゥッラー（神の僕）、アブドゥッラフマーン（慈悲深き者のしもべ）などの名も好まれる。預言者ムハンマドと正統カリフアリーの子孫であるハサン、フサインらの名前も広く命名に用いられるが、ジャアファルなども含めシーア派イマームとなった人物の名称についてはシーア派信徒に特に好まれる傾向があり宗派差が大きい。
女性にはハディージャ、ファーティマ、アーイシャ、ザイナブなど預言者ムハンマドの親族に由来する名前やガゼル、花などにちなんだ美しさや愛らしさを意味する名前が好まれてきたが、現代では音感重視の命名傾向があり女児名については流行の影響が比較的強く見られる。
ナサブ
ナサブはその人物の系譜を示すもので「イブン・某」（某の息子）、「ビント・某」（某の娘）という形を取る。また、某（本人の名）・イブン・某・イブン・某・…と本人の名の後にナサブを連結して先祖をたどる表現もできるが基本的に現代アラブ人はそのようなフルネームは使わずアラビア半島の王族や部族民のフルネームで用いるのみとなっている。
ナサブは日本語だとイブンで書くのが慣習となっているがアラビア語の文語では格に応じてブヌ、ブニ、ブナと発音が変わる。格母音を取り去った場合の発音に対応するのがブン、そして口語的な発音に近いカタカナ表記がビン（アラビア半島等）やベン（主に北アフリカ諸国）である。
現代アラブ世界ではこのナサブの表記を用いる地域は少なく普段ナサブ抜きで本人のイスム・父の名前・祖父の名前/家名などと併記のみしているケースでも、本人の系譜を明示する場合にはイブンを用いて表記することもある。またアラビア半島地域ではフルネーム表記にイブンを入れて書くこともあるが、毎回そうした表記という訳ではなくイブン抜きの現代式フルネームを使うといった具合に、同一人物であってもイブン有り・無しの両バージョンを使い分けていることもある。
アラブ諸国ではこのナサブが家名となっている例も少なくなく、代々引き継いで「イブン某家」「ビン某家」と呼ばれるなどしている。
ニスバ
ニスバは出身地・所属部族・所属宗派に形容詞形語尾「イー」を付けた形を取る。マグリブ出身ならばマグリビー、アフガニスタン出身ならアフガーニーとなる。中世では本人や比較的近い父・祖父などの出身地をファーストネームに添えて表記していたが、現代ではファミリーネーム相当のものとして何代にもわたり継承する傾向が強く、遠い祖先の出身地・近代に祖先が所有していた荘園名・帰属する大部族名を示す場合が多い。
また元々部族名由来のニスバを元々名乗っていた家系でも途中で職業名や家長名由来のファミリーネームに切り替えるケースも多く、家系をたどらないと何部族の末裔なのか分からない場合が多い。
ラカブ
ラカブは本人のもつ尊称・称号もしくはあだ名である。称号・尊称については中世以降功績あるに授与されていたもの、あだ名については身体的特徴等由来のものである。例えばアイユーブ朝の建設者ユースフ・ブン=アイユーブはサラーフッディーン（転訛した「サラディン」の名でよく知られている）のラカブを持っていたがこれは称号に相当するものである。現代ではそうした称号の授与は行われておらず、基本的にファーストネームであるイスムとして使われている。
また身体的特徴等に由来するラカブについては家長名として用いられていたケースが多いため、現代ではファミリーネームとして用いられていることがしばしばある。
以上から分かるように、本来アラブ人には親子代々が継承する姓は厳密には存在しないがファミリーネームに相当する現代では西欧のファーストネーム、ラストネーム・ファミリーネームに影響された用法が普及してきており中世の人名録のような旧式の人名表記が適用できないケースもしばしば見受けられる。
家名についてはその由来や文法的用法により複数のパターンがあり一律ではない。家名の種類にも地域性がある。アラビア半島のように大半が大部族に帰属する地域ではは定冠詞と語尾を形容詞形にした「アル=◯◯イー」を用いるが、分家名を家名として用いる場合は「アール・某」「（アール）・アブー某」「（アール）・ビン某」などとなる。地中海沿岸地域には職業名由来の家名が多く、大工・陶工・鍛冶屋など実に多様である。日本や欧米の人々には一般に姓と見なされているウサーマ・ビン=ラーディンのビン=ラーディンは、何代前もの先祖某の名を使った「ビン=某」がいわば『家名』のようなものとして用いられた例にあたるが、ビン=ラーディンの場合は近代になってビン=ラーディン財閥が形成されたことによりビン=ラーディンファミリーという家名で広く知られることとなった（注：ビン某という家名はビン=ラーディン家出身のイエメンに多い方式）。
現代において人名はファーストネーム、ラストネームのみの2つだけを挙げる方式が広がっている。しかしながら国民登録においては4つの名の記載を求める国が多い。4つの名前の記載をする場合人によって異なり、サウジアラビアのように部族成員が多い地域では「本人の名+父の名+祖父の名+部族名由来形容詞等の家名」が多いが、姓の使用が少ないエジプトのような「本人の名+父の名+祖父の名+曽祖父の名」というパターンもありまちまちである。部族成員は家長名を用いたファミリーネームを名乗っていることも多いのでフルネームから出身部族を言い当てることは必ずしもできないが、出身大部族名を形容詞化したニスバ（家名）を使っている場合は出自が明確に示される。
ちなみにアラビア半島の元首ファミリーは部族名由来の形容詞形を名乗りに用いることは少なく、たいていが「アール某」という分家名を公的なファミリーネームとしている。サウジアラビア王国場合は元々の出身大部族（バヌー・ハニーファ）を示す形容詞アル=ハナフィーは名乗っておらず、分家・支族の家長名に由来する「アール・サウード」としている。サウジアラビア王国内において家名がアール・サウードとなっている人間は必ずサウード家の人間である。家名は生涯不変がアラブ人名の原則であり、生まれた子供は認知を受ける限り必ず父親の家名を継承する。このため外から嫁いできた女性らはアール・サウードではないが、王女らの家名は全てアール・サウードとなる。
イラクの場合は、元大統領サッダーム・フセイン・アブドゥル=マジード・アッ=ティクリーティー（Ṣaddām Ḥusayn ʿAbd al-Majīd al-Tikrītī）はティクリート出身のアブドゥルマジードの子フセインの子サッダームという意味である。アッ=ティクリーティーはアラブ人名の現代的用法により半ば家名のように使われており、本人がティクリートで生まれていなくとも子供らが継承して名乗っていた。長男ウダイ・サッダーム・フセイン・アッ=ティクリーティー（Uday Saddām Husayn al-Tikrītī、厳密なアラビア語発音はウダイイ）はティクリート出身家でフセインの子サッダームの子ウダイ、サッダームの次男クサイ・サッダーム・フセイン・アッ=ティクリーティー（Qusay Saddām Husayn al-Tikrītī、厳密なアラビア語発音はクサイイ）はティクリート出身家でフセインの子サッダームの子クサイといった意味となる。
非アラブのイスラム教徒の間では、ペルシア語で「息子」を意味する「ザーデ」、トルコ語で「息子」を意味する「オウル（オグル、オール）」の語を、ナサブに該当する部分に用いる他は、概ねアラブ人の名と似通った名が伝統的に使われていた。しかし、トルコとイランではそれぞれ1930年代に「創姓法」が制定され、全ての国民に姓をもつことが義務付けられたため、上流階級はアラブと同じように先祖の名前や出自に由来する『家名』を姓とし、庶民は父の名、あだ名、居住地名、職業名や、縁起の良い言葉を選んで姓をつけた。この結果、両国では姓名は「本人の名」・「家の姓」の二要素に統合された。例えば、トルコ人レジェップ・タイイップ・エルドアン（Recep Tayyip Erdoğan）はレジェップ・タイイップが名、エルドアンが姓であり、イラン人マフムード・アフマディーネジャード（Mahmūd Ahmadīnejād）はマフムードが名、アフマディーネジャードが姓である。
トルコでは、1934年に導入された創姓法によって、国民全員が姓を持つことが義務付けられた。
また、旧ソ連のアゼルバイジャン・トルクメニスタン・ウズベキスタン・タジキスタン・キルギスタン・カザフスタンやロシアに住むチェチェン人などのイスラム教徒は、長くロシア人の強い影響下にあったために、スラブ語の父称を用いたスラブ式の姓が一般的である。例えば、アリーから創られた姓はアリエフ、ラフマーンから創られた姓はラフモノフと言い、ソビエト連邦解体後もそのまま使われている。
日本ではイスラム教に入信した者がハサン中田考のようにムスリム名を本名に繋げる例もある。イスラム教徒やイスラム教圏出身者と日本人の間に生まれた子供の場合は伝統的な名前、父姓+日本名、日本姓+イスムなどがある。ガーナ人の父親と日本人の母の間に生まれた陸上選手のサニブラウン・アブデル・ハキームは「アブデルハキーム（賢き者の僕）」という伝統的な命名であり、イラン人のダルビッシュセファット・ファルサと日本人の母の間に生まれたダルビッシュ・セファット・ファリード・有は「ファリード・有」の部分が「アリー・ファリード（比類なきアリー）」という伝統的な名前と漢字を組み合わせた名前となっている。

## キリスト教圏の名前
キリスト教圏では、姓についての慣習は各国語圏で異なるが、名については聖人・天使に由来する名前が好んで付けられる。例えば、「マイケル」（英語）・「ミヒャエル」（ドイツ語）・「ミシェル」（フランス語）・「ミケーレ」（イタリア語）・「ミゲル」（スペイン語）・「ミハイル」（ロシア語）・「ミカ」（フィンランド語）は、すべて大天使ミカエルに由来する名である。その他、聖書に登場する人物や、キリスト教の聖人に由来する名が多い。ポール・パウル・パオロ・パブロ・パヴェル（聖パウロ）、ジョン・ハンス・ヨハン・ヨハネス・ジャン・ジョヴァンニ・フアン・ジョアン・イヴァン・ヨアニス・ヤン・ショーン（使徒ヨハネ）、ルイス・ルートヴィヒ・ロドヴィコ・ルイージ・ルドヴィクス（聖ルイ）など。
また、古代ローマ人の名を由来とすることも多い（例：ジュリアス←ガイウス・ユリウス・カエサルの「ユリウス」の英語読み）。女性については、花などの名前を付けることも多い（例：ローズ←バラ）。
また、修道士は基本的に本名は呼ばれず、日本の僧侶などと同じく、修道名でのみで知られる事例が多い。
ギリシャ人は長男に父方の祖父の名をつける、などの習慣がある（例：ゲオルギオス・アンドレアス・パパンドレウ）。また「〜の息子」を意味する「〜プーロス」という姓が用いられることも多い（例：「ステファノプーロス」=「ステファノスの息子」→ギリシャ系アメリカ人で米TVコメンテーターのジョージ・ステファノポロス等が有名）。また古代ギリシャ人では姓は形跡があったものの、一般化しておらず、このため古代ギリシャの人物は「ハリカルナッソスのヘロドトス」のように地名を冠して呼ばれることが多い。ギリシャ人に姓が普及したのは、有力貴族が成長してきた9世紀の東ローマ帝国時代以降のことである。
ハンガリーについては、ハンガリー人の姓名を参照。

### ゲルマン系の名前
アイスランドでは、家系に共通の姓はない。姓名は通常、子供の名と、父の名の語尾に接尾語を加えた名の2つの部分からなる。詳細はアイスランド人の名前を参照。

#### 英語圏の名前

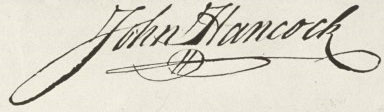
アメリカ独立宣言に記されたジョン・ハンコックの署名

英語圏の姓名は多くの場合、3つの構成要素からなる。ファーストネーム、ミドルネーム、ラストネームである。ファーストネームはギブンネーム（given name）とも呼ばれ、ラストネームはサーネーム（surname）、ファミリーネーム（family name）などとも呼ばれる。
ラストネームは、日本における姓とほぼ同じもので、父系の家系を通じて受け継がれる。稀に、母のラストネームが父のラストネームとハイフンでつながれて子に受け継がれることなどもある。
ミドルネームはファーストネームと同時に親が、同姓同名の別人がいた場合に備えて名付けるもので（一般には洗礼名）、多くの場面でイニシャルだけの省略系が用いられる（ミドルイニシャルと呼ばれる）。稀にイニシャルのみで、略称でさえもない場合もある。好例がハリー・S・トルーマンで、このようにイニシャルだけを与えることはアメリカ南部に見られた風習だとされる（トルーマンは「“エス”というミドルネームだ」と冗談を言った）。なお、ミドルネームが無い場合もある。
西欧社会では女性は結婚と共にそれまでの姓を夫の姓に換えることが普通であったが、アメリカでは、20世紀中ごろから女性が結婚後も姓を変えない風習がひろまりつつある。また、両者の姓を併記するカップルもいる。ヒラリー・ローダム・クリントンのように旧姓と夫の姓を組み合わせて（「ローダム」はヒラリーの旧姓である）名前を作る例もある。

#### オランダの名前
オランダでは前置詞 「van」（ファン）を含んだ姓（surname）が多く見られる。vanは英語ofあるいはfromの意味を持ち、出身地を示すが、現代ではもとの意味はほとんど失われている。英語圏で見られるようなミドルネームは持たない。複数の個人名（given name）を持つこともあるが、日常的に用いるのはそのうちの1つだけであり、ほとんどの場合はファーストネームを使う。そのため大部分の人はファーストネーム・サーネームの組み合わせで広く知られることになるが、フルネームで最も良く認識されている場合もある。貴族の家系ではHuyssen van Kattendijkeなどの複合姓（double surname）を持つこともあり、この場合Huyssenはファーストネームではない。ナイトに対応する称号としてはridderが知られる。
ファーストネームが複雑な場合には省略した通称で呼ばれることもあり、例えばHiëronymus（ヒエロニムス）は通称でJeroen（イェルン）などと呼ばれる。大きな契約や結婚、IDカードなど以外には通称を用いるのが普通である。複数の個人名を持っている場合、通称も複数個からなるものを用いることがある。
結婚の際には、夫の氏は不変で、妻は夫の姓（同姓）または自己の姓（別姓）を称することを選択可能である。妻は自己の姓を後置することもできる。

#### ドイツの名前

オットー・フォン・ビスマルクの署名

18世紀ドイツにおいては、洗礼の際にミドルネームが与えられることがあった（必ず与えられたわけではない）。もしミドルネームが与えられた場合には、その人はそのミドルネームで知られることになり、ファーストネームは余り用いられなかった。しばしば教会の記録などでもファーストネームが省略され、ミドルネームとラストネームだけが用いられた。また、ある一家の男の子達が全員ヨハネスというファーストネームを持つ、というようなこともあった。この場合でも、洗礼と共に各人に別々の名前が与えられ、その名前が用いられるようになるため、問題がなかったとされる。
また、女性のファミリーネームを記録する際には元の名前の最後にinを付す習慣があった（例えば「Hahn」が「Hahnin」と書かれる）。また、一家で最初に生まれた男の子には父方の祖父の名を、一家で最初に生まれた女の子には母方の祖母の名をつけることがしばしば見られた。「花の咲く土地」を意味すると思われる姓Floryに、他にもFlori、Florea、Florey、Flurry、Flury、Florie、など似た姓が数多くある。これはその姓を持っていた人々が文字を書くことができず、名前を発音することはできても綴ることができなかったため、筆記を行った人によって異なる綴りになったと考えられる。貴族はその領地名や爵位名や城名などと「〜の」を意味する「von」をつけて姓のように用いた（例：ヨハン・ヴォルフガング・フォン・ゲーテ）。
なお、現代ドイツでは選択的夫婦別姓が導入されており、婚姻時の夫婦の姓は、婚姻時に夫婦の姓を定める、あるいは定めない場合は別姓となる。
日本の夫婦同姓のお手本になったとされるが、ドイツ国内においては、伝統的には家族名としての姓を用い、1957年までのドイツ民法の条文は、妻は夫の氏を称するとされていた。
1957年、妻が出生氏を二重氏として付加できるとする法改正が行われ、1976年の改正では婚氏選択制を導入し、婚氏として妻の氏を選択する可能性を認めたが、決定されない場合は夫の氏を婚氏とするとされた。
しかし、1991年3月5日の連邦憲法裁判所の決定が両性の平等違反としてこの条文を無効とし、人間の出生氏が個性又は同一性の現れとして尊重され保護されるべきことを明言した。その結果、1993年の民法改正で、夫婦の姓を定めない場合は別姓になるという形で選択的夫婦別姓となった。

### スラヴ系の名前

ウラジーミル・レーニンの署名

#### ロシアの名前
ロシア人の名前をフルネームで表記する時は、原語での順序は「名・ミドルネーム・姓」となる。但し公式文書等では「姓,名・ミドルネーム」と書かれる（例えば、在ユジノサハリンスク日本国総領事館のサイトの2022年10月の現地政治概況紹介ページではロシア側の政治家の名前は全て「姓・名・父称」の順となる）。公式な場（例えば大統領へのインタビュー等）での呼び掛け、あるいは目上の人に対する呼び掛けでは「名・ミドルネーム」が使用される。それ以外では、呼び掛けには専ら名の愛称形が使用される。ミドルネームは父称（ふしょう；Отчество）といい父親の名前を基にして作るので性別を同じくする同父兄弟のミドルネームと姓は必ず同一となる。性別を同じくすると特にことわるのは、ロシア語には文法上の性として男性、中性、女性の三性がありロシア人のミドルネーム・姓は殆ど全ての場合個人の生物学上の性に依って男性形・女性形の異なる語尾を採る為である。
- 『Справочник личных имён народов РСФСР（ロシア語版）』 - ロシアでのバースネームを付けるためのルールが書かれた書籍。

| 父の名の語尾 | 父称    | 父称            |
| 父の名の語尾 | 男性形  | 女性形          |
| ------------ | ------- | --------------- |
| -a/-ja       | -ich    | -ichna/-inichna |
| -i/-ji       | -jevich | -jevna          |
| （子音）     | -ovich  | -ovna           |

父称は父親の名前にその語尾の音に応じた適切な語尾を付加して作られる（右表参照）。父称の男性形は男性のミドルネーム・女性形は女性のミドルネームに用いられる。
例えば父の名が1）"Илья"（Ilija、イリヤ）、2）Николай（Nikolaji、ニコライ）、3）Иван（Ivan、イヴァン）の三つの場合で父称男性形はそれぞれ、1）Ильич（Iliich、イリイチ）、2）Николаевич（Nikolajevich、ニコラエヴィチ）、3）Иванович（Ivanovich、イワノヴィチ）とそれぞれ変化し、一方父称女性形は、1）Ильинична（イリイニチナ）、2）Николаевна（Nikolajevna、ニコラエヴナ）、3）Ивановна（Ivanovna、イヴァノヴナ）となる。現代男性名では「---イチ」の形が父称に多くなってはいるが、中世までは「-ш、-シ」（「〜の息子」という意味合い）という語尾を採る父称が多かった。これらは南部スラヴ人種（ブルガリアなど）に一部残っている傾向がある．
姓の部分は形容詞の変化に準じて男性形・女性形となる。-ский（-skij）、-ин（-in）、-ев（-jev）、-ов（-ov）等は地名などについてその場所に帰属する、又は出身である等を示してスラブ人の姓を造る接尾辞であるが、これらは形容詞男性形で対応する形容詞女性形語尾は、-ская（-skaja）、-ина（-ina）、-ева（-jeva）、-ова（-ova）等となる（-in, -jev, -ovは姓に限らず一般に名詞に付けて物主形容詞を造る接尾辞である）。こうして自分の名がニコライ、姓がカレーニンで父の名がイヴァンという男性の場合はニコライ・イヴァノヴィチ・カレーニンが正式なフルネームとなる。この人の姉妹で、アンナという女性の場合は、アンナ・イヴァノヴナ・カレーニナがフルネームとなる。またストラヴィンスキーなどの姓は女性の場合ストラヴィンスカヤとなる。ロストフ（Rostov）というような姓は女性だとロストヴァ（Rostova）となる。なお注視すべきはウクライナ系の「〜エンコ」（-енко）やグルジア系の「〜シヴィリ」（-швили）などは男女とも中性名詞であり、性別関係無く無変化の場合や、「〜イチ」（-ич）やアルメニア系の「〜ヤン」（-ян）などのロシア人の姓名に付いては歴史的経緯から、同姓で男性のみ格変化を起こす場合があるなど、個々の相違点が見られる。

#### ウクライナの名前
ウクライナ人の名前をフルネームで表記する時は、一般では「名・父称・姓」の順番だが、公式文書などでの順序は「姓・名・父称」となる。日本で言論活動を行っているウクライナ人のグレンコ・アンドリー、ナザレンコ・アンドリーは、いずれも「姓・名」の表記を用いている。

### ラテン系の名前
イタリア人については、イタリア人の姓名を参照。

#### フランスの名前
フランスではナポレオン法典によって子供につけられる名前が聖人の名前などに限定されたことがある。Jean-PaulやJean-Lucのような2語からなるファーストネームがフランスで一般化したのは、そのような状況の中で名前に独自性を持たせようとした当時の工夫のためである。フランスでは子供に付けられる名前が少なく（アラン、フィリップなど）、同じ名前の人物が多数いる。また、婚姻によって姓が強制的に変わることはない（別姓）。
この名付けの制限は、1966年に僅かに緩和され、つづりが違う名前や外国風の名前も認められるようになった。そして、1993年、名前に関する制限はほぼ撤廃され、両親が子の名前を自由に選べるようになった。しかし、奇妙な名前については、司法当局が却下することがある。

#### スペイン語圏の名前
スペイン本土では一般に「名、父の第一姓、母の第一姓」で構成される。これが繰り返されることにより母方の姓は孫の代には消えてしまうが、希望すれば母方の姓を第一姓にすることも可能である。また結婚しても名前が変わらない。つまり、生まれた時の名が一生続く。したがって、両親が再婚した場合などは、兄弟同士でも姓が異なる。
中南米のスペイン語圏では、姓は他の多くの国と同じ様に、基本的に父方から子へと父系相続で伝えられるのが基本となるが、個人の姓名を構成する部分の数は人によって異なる。名が最初に来る点では共通で、それに続く部分は父方の姓と母方の姓からなる。例えば「名、父方の祖父の姓、母方の祖父の姓」と3つの部分からなる名前がある。あるいは「名、父方の祖父の姓、母方の祖父の姓、父方の祖母の姓」「名、父方の祖父の姓、父方の祖母の姓、母方の祖父の姓」「名、父方の祖父の姓、父方の祖母の姓、母方の祖父の姓、母方の祖母の姓」と4つまたは5つの部分からなる名前を持つ場合もある。
名の場合は一つの名によって構成される単純名と、二つの名（それ以上の場合もある）によって構成される複合名もある。たとえばホセ・ルイス・ロドリゲス・サパテロのホセ・ルイスは複合名である。複合名の人に対し、呼び掛ける場合は、フォーマルな場面では省略は通常しないが、親しい間柄、インフォーマルな場面では、どちらか一方を使用し、どちらを使うかは自由で、呼ばれる側が希望する場合もあれば、同じ人に対して、ある人は第一要素のほうを、別の人は第二要素のほうを呼ぶということもある。また、複合名にはホセ・マリーアや、マリーア・ホセのようなものがあり、前者は男性名で、後者は女性名である。
例：Juan Ramón Jiménez Mantecón（Jiménezが父方の姓、Mantecónが母方の姓で、Juan Ramónは複合名）
パブロ・ピカソ#名前も参照。

#### ポルトガル語圏の名前
ポルトガル語圏では、姓名の構成はスペイン語圏によく似ているが、姓名に父方の姓と母方の姓を並称する場合は「名、母方の祖父の姓、父方の祖父の姓」の語順となり、スペイン語圏と反対である。
ポルトガルでは、婚姻の際は、姓を変更しないこと、または、従来の姓に相手の姓を加えることの、いずれかを選べる。ポルトガルでは、多くの場合は、ファーストネーム - 第二姓（父方の姓）で呼ぶのが一般的である。
また、ブラジルでは、フルネームが長くなることと、名字で呼ぶ習慣がないことなどから、名前で呼ぶことが多いが、名前の種類が少ないため、特にサッカー選手の登録名などでは、一部を変化させた愛称（ロナウジーニョ）、出身地の地名などに由来する愛称（ジュニーニョ・パウリスタ、パウリスタは「サンパウロの」という意味）、その他の理由による愛称（ジーコ、「痩せっぽち」の意）などで呼称されることが多い。また、名字も含めて表記される場合もあるが、その場合多くはポルトガルと同様、基本的にファーストネーム - 第二姓（父方の姓）で表記される。

## 古代ローマ人の名前
古代ローマの自由人男性の氏名は多くの場合3〜4の部分からなっていた。個人の名前、氏族の名前、家族の名前、および添え名である。例えばガイウス・ユリウス・カエサルは、「ユリウス氏族のカエサル家のガイウス」という名であった。このうち個人名のバリエーションは少なく、20種類ほどに限られていた。そしてクィントゥスは日本語的には「五郎」といった感じで数字由来の名を付けることも多い。また個人名はバリエーションが少ないこともあって略して記されることも少なくない。以下はその対応。
- ガイウス - C
- マルクス - M
- ルキウス - L
- ティトゥス - T
- ティベリウス - Ti
- プブリウス - P
- クィントゥス - Q
- デキムス - D
- グナエウス - Cn
- アウルス - A
- ヌメリウス - N（またはNum）

長男は父の名前をそのまま受け継ぐことが多く、一族で同じ名前が頻出するため「マイヨル（大）」や「ミノル（小）」を付けて区別した。自由人女性には個人名はなく、父の名前のうち個人の名前を除く部分の女性形が用いられた。たとえば「プブリウス・コルネリウス・スキピオ・アフリカヌス・マイヨル」の娘は「コルネリア・スキピオニス・アフリカナ」と呼ばれた。この場合、氏族の名前が個人の名前の役割を果たした。またあだ名を用いることも多かった。娘が二人以上いる場合、ユリア・セクンダ（「二人目のユリア」）などというように数えられて呼ばれていた。
養子の場合にはもとの姓を家族名の後ろにつけた。例えば、オクタウィアヌスの場合「ガイウス・オクタウィウス・トゥリヌス」がカエサル家に養子となった後は「ガイウス・ユリウス・カエサル・オクタウィアヌス」となった。
添え名は国家に功績のある場合などに元老院の決議などにより与えられた。多くアフリカヌス、ゲルマニクスなど勲功を上げた土地の名にちなんで与えられた。また出身地の名称からとられることもあった。こうした添え名は一代限りのものも多かったが世襲を許され、家族名として用いられるものもあった。

## その他の文化圏における名前
- インドについては、インド人の名前を参照。
- メソポタミアのシュメールでは記録上最古の個人名としてクシムという人名（組織説も有り）が会計記録の粘土板に登場する。
- ユダヤ人の名前については、ユダヤ人の姓名を参照。
- エチオピア人は、ベトナムを除くインドシナ半島やマレーシア、インドネシア同様に姓・氏・苗字に当る呼称がなく、「本人名+父親名（+祖父名）」が基本である。イスラム圏の名前に似るが、クンヤ・イサブ・ニスバ・ラカブなどに当たるものはない。「アベベ・ビキラ」はアベベが本人の名、ビキラが父の名である。日本では、1960年代に活躍したアベベやマモ・ウォルデは本人名を略称として報道されていたが、1970年代以降のミルツ・イフター、ベライン・デンシモ、ファツマ・ロバ、ハイレ・ゲブレセラシェらは父親名をファミリーネームのように扱って略することが多い。「本人の特定」という意味ではこれは誤りである。